# الطواف العالمي لكرة المضرب النسائية برعاية الاتحاد الدولي لكرة المضرب – 2019 (أبريل–يونيو)
جولة الاتحاد الدولي لكرة المضرب العالمية للنساء هي نسخة عام 2019 من الجولة الثانية في لعبة كرة المضرب للمحترفات. تنظمها الاتحاد الدولي لكرة المضرب وهي درجة أقل من جولة رابطة محترفات التنس. يتضمن الطواف العالمي لكرة المضرب النسائية برعاية الاتحاد الدولي لكرة المضرب بطولات بجوائز مالية تتراوح من $15،000 إلى $100،000.

## المواسم
| مواسم الطواف العالمي لكرة المضرب النسائية برعاية الاتحاد الدولي لكرة المضرب | مواسم الطواف العالمي لكرة المضرب النسائية برعاية الاتحاد الدولي لكرة المضرب | مواسم الطواف العالمي لكرة المضرب النسائية برعاية الاتحاد الدولي لكرة المضرب | مواسم الطواف العالمي لكرة المضرب النسائية برعاية الاتحاد الدولي لكرة المضرب | مواسم الطواف العالمي لكرة المضرب النسائية برعاية الاتحاد الدولي لكرة المضرب | مواسم الطواف العالمي لكرة المضرب النسائية برعاية الاتحاد الدولي لكرة المضرب | مواسم الطواف العالمي لكرة المضرب النسائية برعاية الاتحاد الدولي لكرة المضرب | مواسم الطواف العالمي لكرة المضرب النسائية برعاية الاتحاد الدولي لكرة المضرب | مواسم الطواف العالمي لكرة المضرب النسائية برعاية الاتحاد الدولي لكرة المضرب | مواسم الطواف العالمي لكرة المضرب النسائية برعاية الاتحاد الدولي لكرة المضرب |
| تسعينيات القرن العشرين                                                      | تسعينيات القرن العشرين                                                      | تسعينيات القرن العشرين                                                      | تسعينيات القرن العشرين                                                      | تسعينيات القرن العشرين                                                      | تسعينيات القرن العشرين                                                      | تسعينيات القرن العشرين                                                      | تسعينيات القرن العشرين                                                      | تسعينيات القرن العشرين                                                      | تسعينيات القرن العشرين                                                      |
| --------------------------------------------------------------------------- | --------------------------------------------------------------------------- | --------------------------------------------------------------------------- | --------------------------------------------------------------------------- | --------------------------------------------------------------------------- | --------------------------------------------------------------------------- | --------------------------------------------------------------------------- | --------------------------------------------------------------------------- | --------------------------------------------------------------------------- | --------------------------------------------------------------------------- |
| 1994                                                                        | 1995                                                                        | 1995                                                                        | 1996                                                                        | 1997                                                                        | 1998                                                                        | 1999                                                                        |                                                                             |                                                                             |                                                                             |
| العقد الأول من القرن 21                                                     |                                                                             |                                                                             |                                                                             |                                                                             |                                                                             |                                                                             |                                                                             |                                                                             |                                                                             |
| 2000                                                                        | 2001                                                                        | 2002                                                                        | 2003                                                                        | 2004                                                                        | 2005                                                                        | 2006                                                                        | 2007                                                                        | 2008 الربع الأول · الربع الثاني · الربع الثالث                              | 2009                                                                        |
| العقد الثاني من القرن 21                                                    |                                                                             |                                                                             |                                                                             |                                                                             |                                                                             |                                                                             |                                                                             |                                                                             |                                                                             |
| 2010 الربع الأول · الربع الثاني · الربع الثالث · الربع الرابع               | 2011 الربع الأول · الربع الثاني · الربع الثالث · الربع الرابع               | 2012 الربع الأول · الربع الثاني · الربع الثالث · الربع الرابع               | 2013 الربع الأول · الربع الثاني · الربع الثالث · الربع الرابع               | 2014 الربع الأول · الربع الثاني · الربع الثالث · الربع الرابع               | 2015 الربع الأول · الربع الثاني · الربع الثالث · الربع الرابع               | 2016 الربع الأول · الربع الثاني · الربع الثالث · الربع الرابع               | 2017 الربع الأول · الربع الثاني · الربع الثالث · الربع الرابع               | 2018 الربع الأول · الربع الثاني · الربع الثالث · الربع الرابع               | 2019 الربع الأول · الربع الثاني · الربع الثالث · الربع الرابع               |
| العقد الثالث من القرن 21                                                    |                                                                             |                                                                             |                                                                             |                                                                             |                                                                             |                                                                             |                                                                             |                                                                             |                                                                             |
| 2020 الربع الأول · الربع الثاني · الربع الثالث · الربع الرابع               | 2021 الربع الأول · الربع الثاني · الربع الثالث · الربع الرابع               | 2022 الربع الأول · الربع الثاني · الربع الثالث · الربع الرابع               | 2023 الربع الأول · الربع الثاني · الربع الثالث · الربع الرابع               | 2024 الربع الأول · الربع الثاني · الربع الثالث · الربع الرابع               | 2025 الربع الأول · الربع الثاني · الربع الثالث · الربع الرابع               |                                                                             |                                                                             |                                                                             |                                                                             |

## المفتاح
| الفئات      |
| بطولات W100 |
| بطولات W80  |
| بطولات W60  |
| بطولات W25  |
| بطولات W15  |

## الأشهر

### أبريل
| الأسبوع  | البطولة                                                                                              | الفائزات                                                      | الوصيفات                                                      | المتأهلات لنصف النهائي                                        | المتأهلات لربع النهائي                                                                                  |
| -------- | --- | ------------------------------------------------------------- | ------------------------------------------------------------- | ------------------------------------------------------------- | --- |
| 1 أبريل  | إينيسبروك أوبن بالم هاربور، الولايات المتحدة ملعب ترابي W80 المباريات: الفردية – الزوجية             | باربورا كرجتشيكوفا 6–0، 6–1                                   | نيكول غيبس                                                    | دانكا كوفينتش بانا أودفاردي                                   | إيلين بيريز إليتسا كوستوفا ويتني أوسويجوي كرامي نارا                                                    |
| 1 أبريل  | إينيسبروك أوبن بالم هاربور، الولايات المتحدة ملعب ترابي W80 المباريات: الفردية – الزوجية             | كوين جليسون إنغريد نيل 5–7، 7–5، [10–8]                       | أكجول أمانمورادوف ليزيت كابريرا                               | دانكا كوفينتش بانا أودفاردي                                   | إيلين بيريز إليتسا كوستوفا ويتني أوسويجوي كرامي نارا                                                    |
| 1 أبريل  | بولا، إيطاليا ملعب ترابي W25 قرعة المباريات الفردية والزوجية                                         | كاجا جوفان 6–1، 3–0، انسحاب.                                  | ألكسندرا كادانتو                                              | ليزا ماتفيينكو جيل تيخمان                                     | أرانتشا روس ريتشل هوجينكامب كاثينكا فون ديكمان ليودميلا سامسونوفا                                       |
| 1 أبريل  | بولا، إيطاليا ملعب ترابي W25 قرعة المباريات الفردية والزوجية                                         | كاثارينا هوبغارسكي فاليريا ستراخوفا 6–2، 6–7(4–7)، [13–11]    | غيورغيا ماركيتي كاميلا روساتيلو                               | ليزا ماتفيينكو جيل تيخمان                                     | أرانتشا روس ريتشل هوجينكامب كاثينكا فون ديكمان ليودميلا سامسونوفا                                       |
| 1 أبريل  | كاشيوا (تشيبا)، اليابان ملعب صلب W25 قرعة المباريات الفردية والزوجية                                 | داريا سنيغور 6–4، 6–2                                         | ريبيكا مارينو                                                 | أيانو شيميزو تشانغ كاي تشن                                    | هاروكا كاجي نوا لياو أ فونغ مايو هيبي هان نا لاي                                                        |
| 1 أبريل  | كاشيوا (تشيبا)، اليابان ملعب صلب W25 قرعة المباريات الفردية والزوجية                                 | كاناكو موريساكي مينوري يونيهارا 4–6، 6–2، [10–5]              | لي سو را لي ياهسوان                                           | أيانو شيميزو تشانغ كاي تشن                                    | هاروكا كاجي نوا لياو أ فونغ مايو هيبي هان نا لاي                                                        |
| 1 أبريل  | أوبيدوس، البرتغال Carpet W25 قرعة المباريات الفردية والزوجية                                         | مارينا زانيفسكا 7–5، 6–2                                      | ماريام بولكفادزي                                              | باربورا شتيفكوفا إيدن سيلفا                                   | جورجينا غارسيا بيريز كاتي دان بيمرا أوزجن ديانا رادانوفيتش                                              |
| 1 أبريل  | أوبيدوس، البرتغال Carpet W25 قرعة المباريات الفردية والزوجية                                         | كريستينا بوكشا جورجينا غارسيا بيريز 7–5، 7–5                  | صوفيا شاباتافا إميلي ويبلي سميث                               | باربورا شتيفكوفا إيدن سيلفا                                   | جورجينا غارسيا بيريز كاتي دان بيمرا أوزجن ديانا رادانوفيتش                                              |
| 1 أبريل  | بولتن، المملكة المتحدة ملعب صلب (داخلي) W25 قرعة المباريات الفردية والزوجية                          | فيتاليا دياتشينكو 6–2، 6–2                                    | جودي بوراج                                                    | غريت مينين إيما رادوكانو                                      | مايا شوالينسكا ليزلي كيرخوف إيزابيلا شنيكوفا باولا بادوسا جيبيرت                                        |
| 1 أبريل  | بولتن، المملكة المتحدة ملعب صلب (داخلي) W25 قرعة المباريات الفردية والزوجية                          | أليسيا بارنيت جودي بوراج 6–3، 6–3                             | لورا إيوانا بار إيلين شولسن                                   | غريت مينين إيما رادوكانو                                      | مايا شوالينسكا ليزلي كيرخوف إيزابيلا شنيكوفا باولا بادوسا جيبيرت                                        |
| 1 أبريل  | جاكسون، الولايات المتحدة ملعب ترابي W25 قرعة المباريات الفردية والزوجية                              | كاتارزينا كاوا 6–3، 6–2                                       | آن لي                                                         | غايا سانيسي أولجا جوفورتسوفا                                  | لي هوا تشين كاتي فولينتس تيريزا ميهاليكوفا غابرييلا طالابا                                              |
| 1 أبريل  | جاكسون، الولايات المتحدة ملعب ترابي W25 قرعة المباريات الفردية والزوجية                              | كاتارزينا كاوا كاتارزينا بيتر 7–5، 6–1                        | هانا تشانغ كيتلين ووريسكي                                     | غايا سانيسي أولجا جوفورتسوفا                                  | لي هوا تشين كاتي فولينتس تيريزا ميهاليكوفا غابرييلا طالابا                                              |
| 1 أبريل  | شرم الشيخ، مصر ملعب صلب W15 قرعة المباريات الفردية والزوجية                                          | ايبك سويلو 7–6(7–2)، 6–4                                      | ماجالي كيمبن                                                  | مانانشايا ساوانجكايو أرليندا روشيتي                           | ماريا دانيلز سييرا لورا مالونياكوفا آنجي أوبي كاجورو كاترينا هيرينغ                                     |
| 1 أبريل  | شرم الشيخ، مصر ملعب صلب W15 قرعة المباريات الفردية والزوجية                                          | ثاسابورن ناكلو مانانشايا ساوانجكايو 6–3، 7–5                  | جيبك كولامباييفا كاترينا كوزموفا                              | مانانشايا ساوانجكايو أرليندا روشيتي                           | ماريا دانيلز سييرا لورا مالونياكوفا آنجي أوبي كاجورو كاترينا هيرينغ                                     |
| 1 أبريل  | طبرقة، تونس ملعب ترابي W15 قرعة المباريات الفردية والزوجية                                           | كاميلا سكالا 6–2، 6–1                                         | سارة لي                                                       | أليس رامي شاليمار طالبي                                       | بيا تشوك آني فانجلوفا مارجريتا لازاريفا أدثيا كاروناراتني                                               |
| 1 أبريل  | طبرقة، تونس ملعب ترابي W15 قرعة المباريات الفردية والزوجية                                           | أنجيلا فيتا بولودا أليس رامي 7–5، 6–7(5–7)، [11–9]            | سارة لي تشيلسي فانهوته                                        | أليس رامي شاليمار طالبي                                       | بيا تشوك آني فانجلوفا مارجريتا لازاريفا أدثيا كاروناراتني                                               |
| 1 أبريل  | أنطاليا، تركيا ملعب ترابي W15 قرعة المباريات الفردية والزوجية                                        | نيكا راديسيتش 6–3، 4–6، 7–6(7–5)                              | يوكي نايتو                                                    | ليزا بونومار دراجينجا فوكوفيتش                                | جوهانا ماركوفا فاليريا أورزوموفا فيونا جانز كاتيارينا باولينكا                                          |
| 1 أبريل  | أنطاليا، تركيا ملعب ترابي W15 قرعة المباريات الفردية والزوجية                                        | فيكتوريا ميخايلوفا أندرينا بريساكاريو 6–2، 6–4                | ماري ميترو جوان زوغر                                          | ليزا بونومار دراجينجا فوكوفيتش                                | جوهانا ماركوفا فاليريا أورزوموفا فيونا جانز كاتيارينا باولينكا                                          |
| 8 أبريل  | كأس لالي إسطنبول، تركيا ملعب صلب W60 قرعة المباريات الفردية والزوجية                                 | فيتاليا دياتشينكو 6–4، 6–0                                    | أنكيتا راينا                                                  | يانا كابلوفا ماري بوزكوفا                                     | رالوكا شيربان فالنتيني جراماتيكوبولو تشالا بويوكاكاتشاي غريت مينين                                      |
| 8 أبريل  | كأس لالي إسطنبول، تركيا ملعب صلب W60 قرعة المباريات الفردية والزوجية                                 | ماري بوزكوفا روزالي فان دير هوك 7–5، 6–7(2–7)، [10–5]         | كرمن إيلونا إيرينا شيمانوفيتش                                 | يانا كابلوفا ماري بوزكوفا                                     | رالوكا شيربان فالنتيني جراماتيكوبولو تشالا بويوكاكاتشاي غريت مينين                                      |
| 8 أبريل  | كالفي، فرنسا ملعب صلب W25+H قرعة المباريات الفردية والزوجية                                          | أناستاسيا كوماردينا 6–3، 6–2                                  | أودري ألبي                                                    | أليز ليم لو بروليو                                            | كاتي سوان إليكسان لوكيميا مانون ليونارد أندريا لازارو جارسيا                                            |
| 8 أبريل  | كالفي، فرنسا ملعب صلب W25+H قرعة المباريات الفردية والزوجية                                          | إستيل كاسينو إليكسان لوكيميا 6–3، 6–2                         | إيكاترينا كازيونوفا ليني ملماكفيست                            | أليز ليم لو بروليو                                            | كاتي سوان إليكسان لوكيميا مانون ليونارد أندريا لازارو جارسيا                                            |
| 8 أبريل  | هونغ كونغ ملعب صلب W25 قرعة المباريات الفردية والزوجية                                               | ما شويوي 4–6، 6–3، 6–2                                        | ماديسون إنجليس                                                | موموكو كوبوري إري هوزمي                                       | كايلا مكافي ماي هونتاما ألديا سوتجيادي شيهيرو موراماتسو                                                 |
| 8 أبريل  | هونغ كونغ ملعب صلب W25 قرعة المباريات الفردية والزوجية                                               | بيج هوريجان ألديا سوتجيادي 6–3، 6–1                           | ماديسون إنجليس كايلا مكافي                                    | موموكو كوبوري إري هوزمي                                       | كايلا مكافي ماي هونتاما ألديا سوتجيادي شيهيرو موراماتسو                                                 |
| 8 أبريل  | بولا، إيطاليا ملعب ترابي W25 قرعة المباريات الفردية والزوجية                                         | أُلغيَت البطولة بعد إتمام الجولة الثانية بسبب سوء الطقس المستمر | أُلغيَت البطولة بعد إتمام الجولة الثانية بسبب سوء الطقس المستمر | أُلغيَت البطولة بعد إتمام الجولة الثانية بسبب سوء الطقس المستمر | كيمبرلي زيمرمان تينا لوكاس نايكثا بينز جيمي فورليس تاتيانا بيري ديا هردجلاش مريم بولجارو أولغا سايز لار |
| 8 أبريل  | أوساكا، اليابان ملعب صلب W25 قرعة المباريات الفردية والزوجية                                         | هان نا لاي 7–5، 3–6، 6–3                                      | وانغ شي يو                                                    | مايو هيبي أكيكو أومائي                                        | يو إكسياودي ريبيكا مارينو جوانا جارلاند إريكا سما                                                       |
| 8 أبريل  | أوساكا، اليابان ملعب صلب W25 قرعة المباريات الفردية والزوجية                                         | تشوي جي هي هان نا لاي 6–4، 5–7، [10–8]                        | شو تشينغ ون وانغ شي يو                                        | مايو هيبي أكيكو أومائي                                        | يو إكسياودي ريبيكا مارينو جوانا جارلاند إريكا سما                                                       |
| 8 أبريل  | أوبيدوس، البرتغال سجاد W25 قرعة المباريات الفردية والزوجية                                           | مريم بولكفادزي 6–2، 7–6(7–5)                                  | نوريا باريزاس دياز                                            | صوفيا شاباتافا إيفا غيريرو ألفاريز                            | أنستازيا شوشينا كريستينا بوكشا مارينا زانيفسكا دلما جالفي                                               |
| 8 أبريل  | أوبيدوس، البرتغال سجاد W25 قرعة المباريات الفردية والزوجية                                           | صوفيا شاباتافا إميلي ويبلي سميث 6–1، 2–6، [11–9]              | مريم بولكفادزي ناستجا كولار                                   | صوفيا شاباتافا إيفا غيريرو ألفاريز                            | أنستازيا شوشينا كريستينا بوكشا مارينا زانيفسكا دلما جالفي                                               |
| 8 أبريل  | كأس نانا تونس (مدينة)، تونس ملعب ترابي W25+H قرعة المباريات الفردية والزوجية                         | جاكلين كريستيان 6–4، 6–0                                      | دانييلا سيغيل                                                 | مارغوت ييروليموس باولا أورمايتشيا                             | لارا سالدن فيكتوريا كان ديان باري إيريني بورييو إسكوريهويلا                                             |
| 8 أبريل  | كأس نانا تونس (مدينة)، تونس ملعب ترابي W25+H قرعة المباريات الفردية والزوجية                         | مارتينا كولمينا أناستازيا جريمالسكا 6–4، 6–2                  | جاكلين كريستيان أندريا روسكا                                  | مارغوت ييروليموس باولا أورمايتشيا                             | لارا سالدن فيكتوريا كان ديان باري إيريني بورييو إسكوريهويلا                                             |
| 8 أبريل  | سندرلاند، المملكة المتحدة ملعب صلب (داخلي) W25 قرعة المباريات الفردية والزوجية                       | لورا-إيونا بار 7–5، 4–6، 6–2                                  | هارييت دارت                                                   | تارا مور روبن أندرسون                                         | سيمونا والترت أوسيان دودان ماجا شوالينسكا مالوري نويل                                                   |
| 8 أبريل  | سندرلاند، المملكة المتحدة ملعب صلب (داخلي) W25 قرعة المباريات الفردية والزوجية                       | ماجا شوالينسكا ألريكك إيكري 6–4، 3–6، [11–9]                  | إيمينا بيكتاس تارا مور                                        | تارا مور روبن أندرسون                                         | سيمونا والترت أوسيان دودان ماجا شوالينسكا مالوري نويل                                                   |
| 8 أبريل  | بلهام، الولايات المتحدة ملعب ترابي W25 قرعة المباريات الفردية والزوجية                               | باربورا كرجتشيكوفا 6–4، 6–3                                   | كارولين دولهيد                                                | هيلي بابتيست سيسيل كاراتانتشيفا                               | آن لي كرامي نارا كاتارزينا كاوا صوفي تشانغ                                                              |
| 8 أبريل  | بلهام، الولايات المتحدة ملعب ترابي W25 قرعة المباريات الفردية والزوجية                               | أوسوي مايتان أركونادا كارولين دولهيد 6–3، 6–0                 | أوآنا جورجيتا سيميون جابرييلا طلابة                           | هيلي بابتيست سيسيل كاراتانتشيفا                               | آن لي كرامي نارا كاتارزينا كاوا صوفي تشانغ                                                              |
| 8 أبريل  | شرم الشيخ، مصر ملعب صلب W15 قرعة المباريات الفردية والزوجية                                          | ماجالي كيمبين 6–1، 6–2                                        | ستيفانيا روغوزينسكا ديك                                       | لاورا مالونياكوفا سوزان سيليك                                 | أنستاسيا زولوتاريفا بربرا بونيتش فيكتوريا كالايتزيس أنجي أوبي كاجورو                                    |
| 8 أبريل  | شرم الشيخ، مصر ملعب صلب W15 قرعة المباريات الفردية والزوجية                                          | نادية جيلكريست لويز كوانج 6–1، 6–1                            | مارسيلينا بودلينسكا ستيفانيا روغوزينسكا ديك                   | لاورا مالونياكوفا سوزان سيليك                                 | أنستاسيا زولوتاريفا بربرا بونيتش فيكتوريا كالايتزيس أنجي أوبي كاجورو                                    |
| 8 أبريل  | شيمكنت، كازاخستان ملعب ترابي W15 قرعة المباريات الفردية والزوجية                                     | كاميلا راخيموفا 6–2، 7–5                                      | تمارا تشروفيتش                                                | غوزال اينتدينوفا داريا كروجوكوفا                              | أنستاسيا زخاروفا فلادا اكشيباروفا انجلينا زورافليفا يكاتيرينا دميتريشينكو                               |
| 8 أبريل  | شيمكنت، كازاخستان ملعب ترابي W15 قرعة المباريات الفردية والزوجية                                     | كاميلا راخيموفا فيتالبا ستامات 6–3، 7–6(7–4)                  | لي ايون هيو سيفيل يولداشيفا                                   | غوزال اينتدينوفا داريا كروجوكوفا                              | أنستاسيا زخاروفا فلادا اكشيباروفا انجلينا زورافليفا يكاتيرينا دميتريشينكو                               |
| 8 أبريل  | كانكون، المكسيك ملعب صلب W15 قرعة المباريات الفردية والزوجية                                         | ناتسومي كاواجوتشي 7–6(7–2)، 6–7(2–7)، 6–3                     | إميلي أبلتون                                                  | ماريا خوسيه بورتيو راميريز ألبا كارييو مارين                  | مايا تهان شانيل فان نغوين داشا كوركينا نيكول نادل                                                       |
| 8 أبريل  | كانكون، المكسيك ملعب صلب W15 قرعة المباريات الفردية والزوجية                                         | ناتسومي كاواجوتشي مايا تهان 6–1، 6–2                          | إميلي أبلتون ماريا خوسيه بورتيو راميريز                       | ماريا خوسيه بورتيو راميريز ألبا كارييو مارين                  | مايا تهان شانيل فان نغوين داشا كوركينا نيكول نادل                                                       |
| 8 أبريل  | طبرقة، تونس ملعب ترابي W15 قرعة المباريات الفردية والزوجية                                           | آنا لانتيغوا دي لا نوز 6–4، 6–4                               | ماري تيمين                                                    | أماندا كاريراس غابرييلا هوراتشكوفا                            | كلوديا هوستي فيرير مارغريتا لازاريفا لويز برونسكوغ أندريا فيلتشا                                        |
| 8 أبريل  | طبرقة، تونس ملعب ترابي W15 قرعة المباريات الفردية والزوجية                                           | أماندا كاريراس أنخيلا فيتا بولودا 6–2، 6–3                    | سارة لي تشيلسي فانهاوت                                        | أماندا كاريراس غابرييلا هوراتشكوفا                            | كلوديا هوستي فيرير مارغريتا لازاريفا لويز برونسكوغ أندريا فيلتشا                                        |
| 8 أبريل  | أنطاليا، تركيا ملعب ترابي W15 قرعة المباريات الفردية والزوجية                                        | بارك سو-هيون 6–2، 4–6، 6–4                                    | جوان زوغر                                                     | ليكسي ستيفنز جيني دورست                                       | كارولينا كوبانوفا مانكا بسلاك ماريانا درازيتش إيرينا كانتوس سيميرس                                      |
| 8 أبريل  | أنطاليا، تركيا ملعب ترابي W15 قرعة المباريات الفردية والزوجية                                        | ماري ماترو فيرا زفوناريفا 6–3، 0–6، [12–10]                   | كارولينا كوبانوفا نيكولا توماوفا                              | ليكسي ستيفنز جيني دورست                                       | كارولينا كوبانوفا مانكا بسلاك ماريانا درازيتش إيرينا كانتوس سيميرس                                      |
| 15 أبريل | ملعب صلبee's Pro Classic دوثان، الولايات المتحدة ملعب ترابي W80 المباريات: الفردية – الزوجية         | كريستينا كوكوفا 3–6، 7–6(11–9)، 6–2                           | لورين ديفيس                                                   | فرانشيسكا دي لورينزو إيلينا غابرييلا روس                      | لوسي هراديكا كيمبرلي بيريل أوسوي مايتان أركونادا صوفيا زهوك                                             |
| 15 أبريل | ملعب صلبee's Pro Classic دوثان، الولايات المتحدة ملعب ترابي W80 المباريات: الفردية – الزوجية         | أوسوي مايتان أركونادا كارولين دولهايد 7–6(7–5)، 6–4           | ديستاني أيافا أسترا شارما                                     | فرانشيسكا دي لورينزو إيلينا غابرييلا روس                      | لوسي هراديكا كيمبرلي بيريل أوسوي مايتان أركونادا صوفيا زهوك                                             |
| 15 أبريل | بولا، إيطاليا ملعب ترابي W25 قرعة المباريات الفردية والزوجية                                         | أرانتشا روس 6–7(2–7)، 6–3، 6–1                                | داريا لوباتيتسكا                                              | كيمبرلي زيمرمان كاثينكا فون ديكمان                            | بيا تشوك باربارا هاس أناستازيا جريمالسكا أولغا سايز لارا                                                |
| 15 أبريل | بولا، إيطاليا ملعب ترابي W25 قرعة المباريات الفردية والزوجية                                         | فيدريكا دي سارا أناستازيا جريمالسكا 6–4، 6–1                  | غيورغيا ماركيتي كاميلا روساتيلو                               | كيمبرلي زيمرمان كاثينكا فون ديكمان                            | بيا تشوك باربارا هاس أناستازيا جريمالسكا أولغا سايز لارا                                                |
| 15 أبريل | غواياكيل، إكوادور ملعب ترابي W15 قرعة المباريات الفردية والزوجية                                     | فرناندا بريتو 7–6(7–4)، 4–6، 7–5                              | يوليانا ليزارازو                                              | كارلا لوثيرو ميل رياسكو جونزاليس                              | ليتيسيا بولشارتوفا صوفيا سوينج ماريا بولينا بيريز إيفانيا مارتينيتش                                     |
| 15 أبريل | غواياكيل، إكوادور ملعب ترابي W15 قرعة المباريات الفردية والزوجية                                     | فرناندا بريتو ماريا بولينا بيريز 6–3، 7–6(7–3)                | مارا شميت أناستازيا شاولسكايا                                 | كارلا لوثيرو ميل رياسكو جونزاليس                              | ليتيسيا بولشارتوفا صوفيا سوينج ماريا بولينا بيريز إيفانيا مارتينيتش                                     |
| 15 أبريل | القاهرة، مصر ملعب ترابي W15 قرعة المباريات الفردية والزوجية                                          | ديسبينا باباميتشايل 6–3، 4–6، 6–4                             | ناستجا كولار                                                  | ميلاني كلافنير فيكتوريا مورفايوفا                             | أنستازيا زولوتاريفا باربورا ماتوسوفا ليزا مايز آية السيد                                                |
| 15 أبريل | القاهرة، مصر ملعب ترابي W15 قرعة المباريات الفردية والزوجية                                          | ميلاني كلافنير ديسبينا باباميتشايل 6–3، 6–1                   | جوليا كونيشي كامارغو سيلفا كاتيا ماليكوفا                     | ميلاني كلافنير فيكتوريا مورفايوفا                             | أنستازيا زولوتاريفا باربورا ماتوسوفا ليزا مايز آية السيد                                                |
| 15 أبريل | شيمكنت، كازاخستان ملعب ترابي W15 قرعة المباريات الفردية والزوجية                                     | أنستازيا زخاروفا 6–0، 6–0                                     | غوزال أينيتمدينوفا                                            | كاميلا راخيموفا تمارا تشروفيتش                                | أنجلينا زورافليفا فيكتوريا ديما أيوانا غاسبار إيفان غيولنارا نازاروفا                                   |
| 15 أبريل | شيمكنت، كازاخستان ملعب ترابي W15 قرعة المباريات الفردية والزوجية                                     | تمارا تشروفيتش أنستازيا زخاروفا 7–5، 6–2                      | داريا ديتكوفسكايا جيبيك كولامبايفا                            | كاميلا راخيموفا تمارا تشروفيتش                                | أنجلينا زورافليفا فيكتوريا ديما أيوانا غاسبار إيفان غيولنارا نازاروفا                                   |
| 15 أبريل | كانكون، المكسيك ملعب صلب W15 قرعة المباريات الفردية والزوجية                                         | مارسيلا زكرياس 6–4، 6–0                                       | أندريا رينيه فيلاريل                                          | فيكتوريا رودريغيز نيكول ناديل                                 | ماديسون ويستبي ساباستياني ليون ناتسومي كاواجوتشي ماريا خوسيه بورتيو راميريز                             |
| 15 أبريل | كانكون، المكسيك ملعب صلب W15 قرعة المباريات الفردية والزوجية                                         | فيكتوريا رودريغيز مارسيلا زكرياس 6–2، 6–0                     | ماتيلد أرمينتانو يوريكو ليلي ميازاكي                          | فيكتوريا رودريغيز نيكول ناديل                                 | ماديسون ويستبي ساباستياني ليون ناتسومي كاواجوتشي ماريا خوسيه بورتيو راميريز                             |
| 15 أبريل | طبرقة، تونس ملعب ترابي W15 قرعة المباريات الفردية والزوجية                                           | روزا فيسينس ماس 6–4، 6–2                                      | أماندا كاريراس                                                | أليس توبيلو سيلفيا نجيريتش                                    | أوانا غافريلا نفيسة بيربيروفيتش ماري تيمين آنا لانتيغوا دي لا نويز                                      |
| 15 أبريل | طبرقة، تونس ملعب ترابي W15 قرعة المباريات الفردية والزوجية                                           | نفيسة بيربيروفيتش فيرونيكا إرجافيتس 4–6، 6–3، [10–7]          | إميلين دارترون ماري تيمين                                     | أليس توبيلو سيلفيا نجيريتش                                    | أوانا غافريلا نفيسة بيربيروفيتش ماري تيمين آنا لانتيغوا دي لا نويز                                      |
| 15 أبريل | أنطاليا، تركيا ملعب ترابي W15 قرعة المباريات الفردية والزوجية                                        | شانيل سيموندز 6–2، 6–1                                        | لاورا شايدر                                                   | ماريانا درازيتش نيكولا تومانوفي                               | إليسا فانلانغيندونك ألكسندرا بوسبلوفا كارمن شولتيس آنا كوباريفا                                         |
| 15 أبريل | أنطاليا، تركيا ملعب ترابي W15 قرعة المباريات الفردية والزوجية                                        | كارولينا كوبانوفا نيكولا تومانوفي 6–3، 6–2                    | فرانسيسكا كومر لاورا شايدر                                    | ماريانا درازيتش نيكولا تومانوفي                               | إليسا فانلانغيندونك ألكسندرا بوسبلوفا كارمن شولتيس آنا كوباريفا                                         |
| 22 أبريل | بوَرز هِد ريزورت للنساء تشارلوتسفيل، الولايات المتحدة ملعب ترابي W80 قرعة الفردي – قرعة الزوجي         | ويتني أوسويجوي 6–4، 1–6، 3–6                                  | ماديسون برينجل                                                | كاتارزينا كاوا كاجا جوفان                                     | تايلور تاونسند أنهيلينا كالينينا كاتي ماكنالي كوين جليسون                                               |
| 22 أبريل | بوَرز هِد ريزورت للنساء تشارلوتسفيل، الولايات المتحدة ملعب ترابي W80 قرعة الفردي – قرعة الزوجي         | آسيا محمد تايلور تاونسند 4–6، 5–7، [3–10]                     | لوسي هراديكا كاتارزينا كاوا                                   | كاتارزينا كاوا كاجا جوفان                                     | تايلور تاونسند أنهيلينا كالينينا كاتي ماكنالي كوين جليسون                                               |
| 22 أبريل | بولا، إيطاليا ملعب ترابي W25 قرعة المباريات الفردية والزوجية                                         | أرانتشا روس 2–6، 7–6(6–8)، 1–6                                | إليزابيث هالباور                                              | مارجو ييروليموس نوريا باريزاس دياز                            | فيكتوريا كان نايكثا بينز ماري بينوا كارولينا ألفيس                                                      |
| 22 أبريل | بولا، إيطاليا ملعب ترابي W25 قرعة المباريات الفردية والزوجية                                         | مانو أركانجيولي إليكسان لوكيميا بالانسحاب                     | فيكتوريا كان آنا مورجينا                                      | مارجو ييروليموس نوريا باريزاس دياز                            | فيكتوريا كان نايكثا بينز ماري بينوا كارولينا ألفيس                                                      |
| 22 أبريل | كياسو، سويسرا ملعب ترابي W25 قرعة المباريات الفردية والزوجية                                         | فارفارا غراتشيفا 6–4، 6–2                                     | جاكلين كريستيان                                               | مارتا كوستيوك دلما جالفي                                      | جوليا جربهير كاثينكا فون ديكمان ماريا جوتيريز كاراسكو كوني بيرين                                        |
| 22 أبريل | كياسو، سويسرا ملعب ترابي W25 قرعة المباريات الفردية والزوجية                                         | كريستينا بوكشا مارتا كوستيوك 6–1، 3–6، [10–7]                 | شارون فيشمان جايمي فورليس                                     | مارتا كوستيوك دلما جالفي                                      | جوليا جربهير كاثينكا فون ديكمان ماريا جوتيريز كاراسكو كوني بيرين                                        |
| 22 أبريل | The Oaks Club Challenger أوسبري، الولايات المتحدة ملعب ترابي W25 قرعة المباريات الفردية والزوجية     | آن لي 6–3، 7–5                                                | أوسوي مايتان أركونادا                                         | إيلينا غابرييلا روس أولجا جوفورتسوفا                          | إليزابيث ماندليك جايا سانيزي ريناتا زارازوا أليكسا جلاتش                                                |
| 22 أبريل | The Oaks Club Challenger أوسبري، الولايات المتحدة ملعب ترابي W25 قرعة المباريات الفردية والزوجية     | باميلا مونتيز بيليندا وولكوك 7–6(8–6)، 6–3                    | أريان هارتونو ألكساندرا بيربر                                 | إيلينا غابرييلا روس أولجا جوفورتسوفا                          | إليزابيث ماندليك جايا سانيزي ريناتا زارازوا أليكسا جلاتش                                                |
| 22 أبريل | أنديجان، أوزبكستان ملعب صلب W25 قرعة المباريات الفردية والزوجية                                      | كاميلا راخيموفا 0–6، 6–1، 6–3                                 | برانجالا يادلابالي                                            | نيجينا أبدوريموفا مارينا تشيرنيشوفا                           | غوزال آينيتدينوفا أنستاسيا زخاروفا أنستاسيا بريبيلوفا ديانا مارسنكفيتشا                                 |
| 22 أبريل | أنديجان، أوزبكستان ملعب صلب W25 قرعة المباريات الفردية والزوجية                                      | يوديس تشونغ تمارا تشروفيتش 6–2، 6–3                           | أمينة أنشبا أنستاسيا ديتسيوك                                  | نيجينا أبدوريموفا مارينا تشيرنيشوفا                           | غوزال آينيتدينوفا أنستاسيا زخاروفا أنستاسيا بريبيلوفا ديانا مارسنكفيتشا                                 |
| 22 أبريل | بوكارامانغا، كولومبيا ملعب ترابي W15 قرعة المباريات الفردية والزوجية                                 | فرناندا بريتو 4–6، 6–3، 6–3                                   | كارلا لوسيرو                                                  | صوفيا سوينج جيسيكا بلازاس                                     | يوليانا ليزارازو ماريا بولينا بيريز ماريا فيرناندا باديلا جايمس أكيلا جيمس                              |
| 22 أبريل | بوكارامانغا، كولومبيا ملعب ترابي W15 قرعة المباريات الفردية والزوجية                                 | فرناندا بريتو ماريا بولينا بيريز 6–2، 6–2                     | يوليانا ليزارازو أنطونيا ساموديو                              | صوفيا سوينج جيسيكا بلازاس                                     | يوليانا ليزارازو ماريا بولينا بيريز ماريا فيرناندا باديلا جايمس أكيلا جيمس                              |
| 22 أبريل | القاهرة، مصر ملعب ترابي W15 قرعة المباريات الفردية والزوجية                                          | سيمونا والترت 7–6(8–6)، 7–5                                   | ميلاني كلافنير                                                | ديسبينا باباميتشايل سيوني مينديز                              | شارلوت رومر يوكا هوسوكي لميس الحسين عبد العزيز فيكتوريا مورفايوفا                                       |
| 22 أبريل | القاهرة، مصر ملعب ترابي W15 قرعة المباريات الفردية والزوجية                                          | ديسبينا باباميتشايل سيمونا والترت 6–3، 6–2                    | ميار شريف رنا شريف أحمد                                       | ديسبينا باباميتشايل سيوني مينديز                              | شارلوت رومر يوكا هوسوكي لميس الحسين عبد العزيز فيكتوريا مورفايوفا                                       |
| 22 أبريل | كانكون، المكسيك ملعب صلب W15 قرعة المباريات الفردية والزوجية                                         | مارسيلا زكرياس 6–0، 7–5                                       | آنا صوفيا سانشيز                                              | إيمي زو أندريا رينيه فيلاريل                                  | باتريسيا ماريا تيغ زوي جوين سكانداليس ألكسندرا أوزبورن ألبا كارييو مارين                                |
| 22 أبريل | كانكون، المكسيك ملعب صلب W15 قرعة المباريات الفردية والزوجية                                         | أندريا رينيه فيلاريل مارسيلا زكرياس انسحاب                    | أليسيا سميث ماديسون ويستبي                                    | إيمي زو أندريا رينيه فيلاريل                                  | باتريسيا ماريا تيغ زوي جوين سكانداليس ألكسندرا أوزبورن ألبا كارييو مارين                                |
| 22 أبريل | تبسة، تونس ملعب ترابي W15 قرعة المباريات الفردية والزوجية                                            | أليس راميه 6–4، 6–2                                           | إيميلين دارترون                                               | فيرونيكا إيرجافيتس ليا ثولي                                   | أنجليكا موراتيلي ألكسندرا داماشين نفيسة بيربيروفيتش إستيل كاسينو                                        |
| 22 أبريل | تبسة، تونس ملعب ترابي W15 قرعة المباريات الفردية والزوجية                                            | كارولينا بيرانكوفا أنجليكا موراتيلي 7–5، 4–6، [10–7]          | سارة لي تشيلسي فانهاوت                                        | فيرونيكا إيرجافيتس ليا ثولي                                   | أنجليكا موراتيلي ألكسندرا داماشين نفيسة بيربيروفيتش إستيل كاسينو                                        |
| 22 أبريل | أنطاليا، تركيا ملعب ترابي W15 قرعة المباريات الفردية والزوجية                                        | مانكا بيسلاك 6–4، 2–6، 6–4                                    | آنا كوباريفا                                                  | شانيل سيموندز سينا هيرمان                                     | إيكاترينا أوفشارينكو نانا كاواجيتشي فرانزيسكا كومر كسينيا ألكان                                         |
| 22 أبريل | أنطاليا، تركيا ملعب ترابي W15 قرعة المباريات الفردية والزوجية                                        | جيني دورست كيارا غريم انسحاب                                  | كسينيا ألكان زانغ يينغ                                        | شانيل سيموندز سينا هيرمان                                     | إيكاترينا أوفشارينكو نانا كاواجيتشي فرانزيسكا كومر كسينيا ألكان                                         |
| 29 أبريل | LTP Charleston Pro Tennis تشارلستون، الولايات المتحدة ملعب ترابي W100 قرعة فردية – قرعة زوجية        | تايلور تاونسند 6–4، 6–4                                       | ويتني أوسويجوي                                                | كاجا جوفان إيما نافارو                                        | لويزا تشيريكو نيكول غيبس أنهيلينا كالينينا كوري غوف                                                     |
| 29 أبريل | LTP Charleston Pro Tennis تشارلستون، الولايات المتحدة ملعب ترابي W100 قرعة فردية – قرعة زوجية        | آسيا محمد تايلور تاونسند 6–2، 6–2                             | ماديسون برينجل لورين ديفيس                                    | كاجا جوفان إيما نافارو                                        | لويزا تشيريكو نيكول غيبس أنهيلينا كالينينا كوري غوف                                                     |
| 29 أبريل | كأس كانغارو غيفو (غيفو)، اليابان ملعب صلب W80 قرعة فردية – قرعة زوجية                                | زارينا دياز 6–0، 6–2                                          | ليانغ إن شو                                                   | كيوكا أوكامورا ماديسون إنغليس                                 | هان زينيون أكيكو أوماي كرامي نارا ريسا أوزاكي                                                           |
| 29 أبريل | كأس كانغارو غيفو (غيفو)، اليابان ملعب صلب W80 قرعة فردية – قرعة زوجية                                | دوان ينغينغ هان زينيون 6–3، 4–6، [10–4]                       | أكيكو أوماي بينجتارن بليبويتش                                 | كيوكا أوكامورا ماديسون إنغليس                                 | هان زينيون أكيكو أوماي كرامي نارا ريسا أوزاكي                                                           |
| 29 أبريل | بطولة فيسبادن للتنس فيسبادن، ألمانيا ملعب ترابي W60 قرعة فردية – قرعة زوجية                          | باربورا كرجتشيكوفا 6–4، 7–6(7–2)                              | كاتارينا زافاتسكا                                             | آنا بلينكوفا دانييلا سيغيل                                    | ديانا رادانوفيتش تشالا بويوكاكاتشاي جايمي فورليس أرانتشا روس                                            |
| 29 أبريل | بطولة فيسبادن للتنس فيسبادن، ألمانيا ملعب ترابي W60 قرعة فردية – قرعة زوجية                          | آنا بلينكوفا يانينا ويكماير 6–3، 4–6، [10–3]                  | جايمي فورليس كاثينكا فون ديكمان                               | آنا بلينكوفا دانييلا سيغيل                                    | ديانا رادانوفيتش تشالا بويوكاكاتشاي جايمي فورليس أرانتشا روس                                            |
| 29 أبريل | تورنيغ إنترناسيونال إلز غوركس ليس فرانكويسيس ديل فاليس، إسبانيا ملعب صلب W60 قرعة فردية – قرعة زوجية | كاتي دان 7–5، 6–3                                             | باولا بادوسا جيبرت                                            | كريستينا بوكشا جودي بوراج                                     | سوزان بانديتشي ماريام بولكفادزي نينا ستويانوفيتش إليتسا كوستوفا                                         |
| 29 أبريل | تورنيغ إنترناسيونال إلز غوركس ليس فرانكويسيس ديل فاليس، إسبانيا ملعب صلب W60 قرعة فردية – قرعة زوجية | جيسيكا بونشيه إيدن سيلفا 6–3، 6–4                             | جودي بوراج أوليفيا نيكلز                                      | كريستينا بوكشا جودي بوراج                                     | سوزان بانديتشي ماريام بولكفادزي نينا ستويانوفيتش إليتسا كوستوفا                                         |
| 29 أبريل | بولا، إيطاليا ملعب ترابي W25 قرعة المباريات الفردية والزوجية                                         | ميريام بيوركلاند 6–3، 7–6(7–3)                                | غابرييلا سي                                                   | جيسيكا بيري مارغو ييروليموس                                   | ديبورا كييزا نايكثا بينز نينا بوتوتشنيك كيارا شول                                                       |
| 29 أبريل | بولا، إيطاليا ملعب ترابي W25 قرعة المباريات الفردية والزوجية                                         | غابرييلا سي كيارا شول 6–0، 7–5                                | نايكثا بينز آنا بوندير                                        | جيسيكا بيري مارغو ييروليموس                                   | ديبورا كييزا نايكثا بينز نينا بوتوتشنيك كيارا شول                                                       |
| 29 أبريل | RWB Ladies Cup خيمكي، روسيا ملعب صلب (داخلي) W25 قرعة المباريات الفردية والزوجية                     | صوفيا لانزير 6–1، 4–6، 6–3                                    | ديا هردجلاش                                                   | أناستاسيا تيخونوفا ايكاترينا ماكاروفا                         | فارفارا غراتشيفا داريا سنيغور أوكسانا سيليخميتيفا ايكاترينا كازيونوڤا                                   |
| 29 أبريل | RWB Ladies Cup خيمكي، روسيا ملعب صلب (داخلي) W25 قرعة المباريات الفردية والزوجية                     | فريا كريستي ايكاترينا ياشينا 6–3، 6–3                         | أناستازيا فرولوفا صوفيا لانزير                                | أناستاسيا تيخونوفا ايكاترينا ماكاروفا                         | فارفارا غراتشيفا داريا سنيغور أوكسانا سيليخميتيفا ايكاترينا كازيونوڤا                                   |
| 29 أبريل | نمنكان، أوزبكستان ملعب صلب W25 قرعة المباريات الفردية والزوجية                                       | فاليريا سافينيخ 6–0، 4–6، 7–5                                 | يوديس تشونغ                                                   | شاليمار تالبي أمينة أنشبا                                     | كاميلا راخيموفا أنستاسيا ديتيوك جيرجانا توبالوفا روتوجا بسالي                                           |
| 29 أبريل | نمنكان، أوزبكستان ملعب صلب W25 قرعة المباريات الفردية والزوجية                                       | روتوجا بسالي يوديس تشونغ 6–4، 6–3                             | أنستاسيا بريبلوفا شاليمار تالبي                               | شاليمار تالبي أمينة أنشبا                                     | كاميلا راخيموفا أنستاسيا ديتيوك جيرجانا توبالوفا روتوجا بسالي                                           |
| 29 أبريل | القاهرة، مصر ملعب ترابي W15 قرعة المباريات الفردية والزوجية                                          | ميار شريف 6–2، 6–1                                            | سيمونا والترت                                                 | ميلاني كلافنير شارلوت رومر                                    | سيوني مينديز لميس الحسين عبد العزيز إلينا ميلوفانوفيتش أنستاسيا زولوتاريفا                              |
| 29 أبريل | القاهرة، مصر ملعب ترابي W15 قرعة المباريات الفردية والزوجية                                          | أليكا روسوفا سيمونا والترت 7–5، 0–6، [10–6]                   | سيوني مينديز شارلوت رومر                                      | ميلاني كلافنير شارلوت رومر                                    | سيوني مينديز لميس الحسين عبد العزيز إلينا ميلوفانوفيتش أنستاسيا زولوتاريفا                              |
| 29 أبريل | تبليسي، جورجيا ملعب صلب W15 قرعة المباريات الفردية والزوجية                                          | أناستاسيا زاخاروفا 6–2، 6–1                                   | تايسيا باتشكاليفا                                             | مريم دالاكيشفيلي داريا كوداشوفا                               | هانا سوكال إيليني متسنتليتزه ماريا تيموفييفا فيرونيكا فلكوفسكا                                          |
| 29 أبريل | تبليسي، جورجيا ملعب صلب W15 قرعة المباريات الفردية والزوجية                                          | ميليس سيزر إيليسا فانلانغندونك انسحاب                         | نوئيلي لونجي نسيبا ألينا سيليتش                               | مريم دالاكيشفيلي داريا كوداشوفا                               | هانا سوكال إيليني متسنتليتزه ماريا تيموفييفا فيرونيكا فلكوفسكا                                          |
| 29 أبريل | طبرقة، تونس ملعب ترابي W15 قرعة المباريات الفردية والزوجية                                           | إستيل كاسينو 7–6(7–3)، 7–6(7–3)                               | ليا ثولي                                                      | إينيس مورتا باربارا غاتيكا                                    | لينا لوتزير أديثيا كاروناراثني ماريا تانسيسكو إلفينا كالييفا                                            |
| 29 أبريل | طبرقة، تونس ملعب ترابي W15 قرعة المباريات الفردية والزوجية                                           | كريستينا هرابالوفا جوانا زووادزكا 7–6(7–4)، 6–7(7–9)، [11–9]  | باربارا غاتيكا ريبيكا بيريرا                                  | إينيس مورتا باربارا غاتيكا                                    | لينا لوتزير أديثيا كاروناراثني ماريا تانسيسكو إلفينا كالييفا                                            |
| 29 أبريل | أنطاليا، تركيا ملعب ترابي W15 قرعة المباريات الفردية والزوجية                                        | أندي دي فرومي 6–1، 6–0                                        | جنيفر لويكهام                                                 | سافو ساكيلاريدي هونكا كوباياشي                                | إيلاي يوروك جيمرا أنيل جاستين بيسون داريا نازاركينا                                                     |
| 29 أبريل | أنطاليا، تركيا ملعب ترابي W15 قرعة المباريات الفردية والزوجية                                        | فاندا لوكاش مانكا بيسلاك 7–5، 5–7، [10–6]                     | جنيفر لويكهام رامية أويدا                                     | سافو ساكيلاريدي هونكا كوباياشي                                | إيلاي يوروك جيمرا أنيل جاستين بيسون داريا نازاركينا                                                     |

### مايو
| الأسبوع | البطولة | الفائزات                                                                             | الوصيفات                                                                             | المتأهلات لنصف النهائي                           | المتأهلات لربع النهائي                                                    |
| ------- | --- | ------------------------------------------------------------------------------------ | ------------------------------------------------------------------------------------ | ------------------------------------------------ | ------------------------------------------------------------------------- |
| 6 مايو  | FineMark Women's Pro Tennis Championship بونيتا سبرنغز، الولايات المتحدة ملعب ترابي W100 المباريات: الفردية – الزوجية          | لورين ديفيس 7–5، 7–5                                                                 | آن لي                                                                                | فرانشيسكا دي لورينزو ويتني أوسويجوي              | لويزا تشيريكو فيرونيكا سبيد رويج ساتشيا فيكري تايلور تاونسند              |
| 6 مايو  | FineMark Women's Pro Tennis Championship بونيتا سبرنغز، الولايات المتحدة ملعب ترابي W100 المباريات: الفردية – الزوجية          | اليكسا غواراشي إيرين روتليف 6–3، 7–6(7–5)                                            | أوسوي مايتان أركونادا كارولين دولهايد                                                | فرانشيسكا دي لورينزو ويتني أوسويجوي              | لويزا تشيريكو فيرونيكا سبيد رويج ساتشيا فيكري تايلور تاونسند              |
| 6 مايو  | Open de Cagnes-sur-Mer كاني سور مير، فرنسا ملعب ترابي W80 المباريات: الفردية – الزوجية                                         | كريستينا مكهيل 7–6(7–4)، 6–2                                                         | ستيفاني فوجيلي                                                                       | تيميا بابوش تيميا باشينسكي                       | فارفارا ليبتشينكو بياتريس حداد مايا كوني بيرين مارتينا دي جوزيبي          |
| 6 مايو  | Open de Cagnes-sur-Mer كاني سور مير، فرنسا ملعب ترابي W80 المباريات: الفردية – الزوجية                                         | آنا بلينكوفا زينيا كنول 4–6، 6–2، [14–12]                                            | بياتريس حداد مايا لويزا ستيفاني                                                      | تيميا بابوش تيميا باشينسكي                       | فارفارا ليبتشينكو بياتريس حداد مايا كوني بيرين مارتينا دي جوزيبي          |
| 6 مايو  | Jin'an Open لوان، الصين ملعب صلب W60 المباريات: الفردية – الزوجية                                                              | هان زينيون 4–6، 6–2، 6–2                                                             | دوان ينغينغ                                                                          | تشو لين أنكيتا راينا                             | كاثرين هاريسون فاليريا سافينيخ ما شيوي أوديس تشونغ                        |
| 6 مايو  | Jin'an Open لوان، الصين ملعب صلب W60 المباريات: الفردية – الزوجية                                                              | بياتريس جوموليا يو إكسياودي 6–1، 7–5                                                 | ماي مينوكوشي إريكا سما                                                               | تشو لين أنكيتا راينا                             | كاثرين هاريسون فاليريا سافينيخ ما شيوي أوديس تشونغ                        |
| 6 مايو  | Fukuoka International Women's Cup فوكوكا، اليابان سطح عشبي W60 المباريات: الفردية – الزوجية                                    | هيذر واتسون 7–6(7–1)، 7–6(7–4)                                                       | زارينا دياز                                                                          | ريبيكا مارينو كريستي آهن                         | ريسا أوزاكي أيانو شيميزو إيمينا بكتاس ليانغ إن شو                         |
| 6 مايو  | Fukuoka International Women's Cup فوكوكا، اليابان سطح عشبي W60 المباريات: الفردية – الزوجية                                    | نايومي برودي هيذر واتسون انسحاب                                                      | كريستي آهن أليسون باي                                                                | ريبيكا مارينو كريستي آهن                         | ريسا أوزاكي أيانو شيميزو إيمينا بكتاس ليانغ إن شو                         |
| 6 مايو  | روما، إيطاليا ملعب ترابي W25 قرعة المباريات الفردية والزوجية                                                                   | دانييلا سيغيل 6–1، 7–5                                                               | غابرييلا سي                                                                          | كاميلا سكالا جيمي فورليس                         | ديانا رادانوفيتش باولا أورمايتشيا تيليانا بيريرا كاتي سوان                |
| 6 مايو  | روما، إيطاليا ملعب ترابي W25 قرعة المباريات الفردية والزوجية                                                                   | أرينا روديونوفا ستورم ساندرز 6–2، 6–3                                                | غابرييلا سي كريستينا دينو                                                            | كاميلا سكالا جيمي فورليس                         | ديانا رادانوفيتش باولا أورمايتشيا تيليانا بيريرا كاتي سوان                |
| 6 مايو  | أوبيدوس، البرتغال سطح عشبي W25 قرعة المباريات الفردية والزوجية                                                                 | بيمرا أوزجن 7–5، 3–0، انسحاب                                                         | أورزولا رادفانسكا                                                                    | فالنتيني جراماتيكوبولو إميلي ويبلي سميث          | مونيكا كيلناروفا سوزان بانديتشي ماريا سانشيز مريم بولكفادزه               |
| 6 مايو  | أوبيدوس، البرتغال سطح عشبي W25 قرعة المباريات الفردية والزوجية                                                                 | صوفيا شاباتافا إميلي ويبلي سميث 6–3، 6–0                                             | مارتينا كولمينا ماريا فرناندا هيرازو                                                 | فالنتيني جراماتيكوبولو إميلي ويبلي سميث          | مونيكا كيلناروفا سوزان بانديتشي ماريا سانشيز مريم بولكفادزه               |
| 6 مايو  | تورنيو كونشيتا مارتينيز منتشون، إسبانيا ملعب صلب W25 قرعة المباريات الفردية والزوجية                                           | ناديه بودوروسكا 6–2، 4–6، 6–2                                                        | كريستينا بوكشا                                                                       | ماري بوزكوفا فاليريا ستراخوفا                    | إيوانا لوريدانا روسكا إيرين بورييو إسكوريهويلا دلما جالفي جيسيكا بونشيه   |
| 6 مايو  | تورنيو كونشيتا مارتينيز منتشون، إسبانيا ملعب صلب W25 قرعة المباريات الفردية والزوجية                                           | يانا فيت دلما جالفي 7–6(7–2)، 6–2                                                    | ديسبينا باباميتشايل نينا ستويانوفيتش                                                 | ماري بوزكوفا فاليريا ستراخوفا                    | إيوانا لوريدانا روسكا إيرين بورييو إسكوريهويلا دلما جالفي جيسيكا بونشيه   |
| 6 مايو  | توتشبي، كرواتيا ملعب ترابي W15 قرعة المباريات الفردية والزوجية                                                                 | يوهانا ماركوفا 6–4، 6–1                                                              | فيرونيكا إيرجافيتش                                                                   | نفيسة بيربيروفيتش أنطونيا روزيتش                 | فيكتوريا بورودولينا نيكولا بريتكوفا نيكا راديشيتش أوانا جيورجيتا سيميون   |
| 6 مايو  | توتشبي، كرواتيا ملعب ترابي W15 قرعة المباريات الفردية والزوجية                                                                 | نفيسة بيربيروفيتش فيرونيكا إيرجافيتش 6–2، 6–2                                        | تمارا ماليشيفيتش أنطونيا روزيتش                                                      | نفيسة بيربيروفيتش أنطونيا روزيتش                 | فيكتوريا بورودولينا نيكولا بريتكوفا نيكا راديشيتش أوانا جيورجيتا سيميون   |
| 6 مايو  | كاندية، اليونان ملعب ترابي W15 قرعة المباريات الفردية والزوجية                                                                 | دراجينجا فوكوفيتش 6–2، 2–0، انسحاب                                                   | فاندا لوكاش                                                                          | إيزابيلا هارفيسون ميرا أنطونيتش                  | نويلّا زيبالوس داريا أستاخوفا سيليستين أوفومو إيلا لينا غلشكو              |
| 6 مايو  | كاندية، اليونان ملعب ترابي W15 قرعة المباريات الفردية والزوجية                                                                 | مايا تاهان دراجينجا فوكوفيتش Walkover                                                | جيبك كولامبايفا فاندا لوكاش                                                          | إيزابيلا هارفيسون ميرا أنطونيتش                  | نويلّا زيبالوس داريا أستاخوفا سيليستين أوفومو إيلا لينا غلشكو              |
| 6 مايو  | كانكون، المكسيك ملعب صلب W15 قرعة المباريات الفردية والزوجية                                                                   | مارسيلا زكرياس 6–3، 6–1                                                              | ماريا خوسيه بورتيو راميريز                                                           | ماديسون ويستبي ألكسندرا فاغراموف                 | إيدواردا بياي بولين وارين إليونور تشاكاروفا أندريا رينيه فيلاريل          |
| 6 مايو  | كانكون، المكسيك ملعب صلب W15 قرعة المباريات الفردية والزوجية                                                                   | ماريا خوسيه بورتيو راميريز مارسيلا زكرياس 6–2، 6–2                                   | إيدواردا بياي كيرستن أندريا ويدون                                                    | ماديسون ويستبي ألكسندرا فاغراموف                 | إيدواردا بياي بولين وارين إليونور تشاكاروفا أندريا رينيه فيلاريل          |
| 6 مايو  | غوتنبرغ، السويد ملعب ترابي W15 قرعة المباريات الفردية والزوجية                                                                 | أنيتا لابوتكوفا 2–6، 7–6(7–4)، 6–3                                                   | كاجسا هينيمان                                                                        | أنيك ملجرز ألينا سيليتش                          | مارينا يودانوف إنغريد فوجتشيناكوفا صوفيا سامافاتي أستريد وانجا برون أولسن |
| 6 مايو  | غوتنبرغ، السويد ملعب ترابي W15 قرعة المباريات الفردية والزوجية                                                                 | كاجسا هينيمان ميليس ياسار 6–2، 6–3                                                   | كلارا هايكوفا أنيتا لابوتكوفا                                                        | أنيك ملجرز ألينا سيليتش                          | مارينا يودانوف إنغريد فوجتشيناكوفا صوفيا سامافاتي أستريد وانجا برون أولسن |
| 6 مايو  | طبرقة، تونس ملعب ترابي W15 قرعة المباريات الفردية والزوجية                                                                     | إيفا فيدر 6–1، 6–4                                                                   | أني فانجيلوفا                                                                        | غابرييلا هوراشكوفا أندي دي فرومي                 | باربارا غاتيكا أغوستينا تشلباك كاثرينا هيرينغ غلوريا تشسكي                |
| 6 مايو  | طبرقة، تونس ملعب ترابي W15 قرعة المباريات الفردية والزوجية                                                                     | باربارا غاتيكا ريبيكا بيريرا 6–3، 1–6، [10–5]                                        | إيفا فيدر ستيفاني فيشر                                                               | غابرييلا هوراشكوفا أندي دي فرومي                 | باربارا غاتيكا أغوستينا تشلباك كاثرينا هيرينغ غلوريا تشسكي                |
| 6 مايو  | أنطاليا، تركيا ملعب ترابي W15 قرعة المباريات الفردية والزوجية                                                                  | إليونورا مولينارو 7–5، 6–4                                                           | زينب سونميز                                                                          | إيناس إيبو أنستاسيا بوبلافسكا                    | إيلاي يوروك زانغ يينغ نوا لياو أ فونغ فيكتوريا غوغول                      |
| 6 مايو  | أنطاليا، تركيا ملعب ترابي W15 قرعة المباريات الفردية والزوجية                                                                  | جيمري أنيل داشا إيفانوفا 6–3، 7–5                                                    | يوليا كوليكوفا إليونورا مولينارو                                                     | إيناس إيبو أنستاسيا بوبلافسكا                    | إيلاي يوروك زانغ يينغ نوا لياو أ فونغ فيكتوريا غوغول                      |
| 6 مايو  | ويليامزبرغ، الولايات المتحدة ملعب ترابي W15 قرعة المباريات الفردية والزوجية                                                    | ناتاشا سوباش 6–2، 6–3                                                                | نينا ستادلر                                                                          | جويل كيسيل إلين تشيرفينسكي                       | فانيسا أونغ ريس برانتماير جايدن براون كيمي هانس                           |
| 6 مايو  | ويليامزبرغ، الولايات المتحدة ملعب ترابي W15 قرعة المباريات الفردية والزوجية                                                    | سافانا برودوس فانيسا أونغ 6–3، 6–1                                                   | إلين تشيرفينسكي كيلي كولينز                                                          | جويل كيسيل إلين تشيرفينسكي                       | فانيسا أونغ ريس برانتماير جايدن براون كيمي هانس                           |
| 13 مايو | Empire Slovak Open ترنافا، سلوفاكيا ملعب ترابي W100 Singles Draw – Doubles Draw                                                | برناردا بيرا 7–5، 7–5                                                                | آنا بلينكوفا                                                                         | كريستينا مكهيل فيرونيكا سبيد رويج                | أنطونيا لوتنير ماجدالينا فريتش آنا بوندير لورا سيجموند                    |
| 13 مايو | Empire Slovak Open ترنافا، سلوفاكيا ملعب ترابي W100 Singles Draw – Doubles Draw                                                | آنا بلينكوفا زينيا كنول 7–5، 7–5                                                     | كورنيليا ليستر ريناتا فوراكوفا                                                       | كريستينا مكهيل فيرونيكا سبيد رويج                | أنطونيا لوتنير ماجدالينا فريتش آنا بوندير لورا سيجموند                    |
| 13 مايو | Open Saint-Gaudens Occitanie سان جودان، فرنسا ملعب ترابي W60 Singles Draw – Doubles Draw                                       | آنا كالينسكايا 6–3، 6–4                                                              | آنا بوغدان                                                                           | يانا فيت تيريزا مارتينكوفا                       | صوفيا زهوك كلوي باكيوت كوري جوف جوليا جاتو مونتيكوني                      |
| 13 مايو | Open Saint-Gaudens Occitanie سان جودان، فرنسا ملعب ترابي W60 Singles Draw – Doubles Draw                                       | مارتينا دي جوزيبي جوليا جاتو مونتيكوني 6–1، 6–1                                      | آنا كالينسكايا صوفيا لانسر                                                           | يانا فيت تيريزا مارتينكوفا                       | صوفيا زهوك كلوي باكيوت كوري جوف جوليا جاتو مونتيكوني                      |
| 13 مايو | Kurume Cup كورومي (فوكوكا)، اليابان Carpet W60 Singles Draw – Doubles Draw                                                     | ريبيكا مارينو 6–4، 7–6(7–0)                                                          | يوكي نايتو                                                                           | كيلاه مكفي يوكي تاناكا                           | هيذر واتسون بيرفو جينجز إينا شيبهارا يوفانا جاكسيك                        |
| 13 مايو | Kurume Cup كورومي (فوكوكا)، اليابان Carpet W60 Singles Draw – Doubles Draw                                                     | هيروكو كواتا إينا شيبهارا 0–6، 6–4، [10–5]                                           | إيرينا هاياشي مويوكا أوشيجيما                                                        | كيلاه مكفي يوكي تاناكا                           | هيذر واتسون بيرفو جينجز إينا شيبهارا يوفانا جاكسيك                        |
| 13 مايو | Torneig Internacional de Tennis Femení Solgironès لا بيسبال ديل أمبوردان، إسبانيا ملعب ترابي W60+H Singles Draw – Doubles Draw | وانغ شي يو 4–6، 6–3، 6–2                                                             | دلما جالفي                                                                           | باولا بادوسا جيبرت إيكاترين جورجودزي             | ماندي مينلا مارينا زانيفسكا مارتا كوستيوك نايكثا بينز                     |
| 13 مايو | Torneig Internacional de Tennis Femení Solgironès لا بيسبال ديل أمبوردان، إسبانيا ملعب ترابي W60+H Singles Draw – Doubles Draw | أرينا روديونوفا ستورم ساندرز 6–4، 6–4                                                | دلما جالفي جورجينا غارسيا بيريز                                                      | باولا بادوسا جيبرت إيكاترين جورجودزي             | ماندي مينلا مارينا زانيفسكا مارتا كوستيوك نايكثا بينز                     |
| 13 مايو | Wuhan World Tennis Tour ووهان، الصين ملعب صلب W25 قرعة المباريات الفردية والزوجية                                              | يوان يوي 6–3، 7–6(8–6)                                                               | اكيكو أوميا                                                                          | وانغ مييلينغ لو جينغجينغ                         | شون فانغيينغ وانغ داني إريكا سما يانغ ييدي                                |
| 13 مايو | Wuhan World Tennis Tour ووهان، الصين ملعب صلب W25 قرعة المباريات الفردية والزوجية                                              | جيانغ شينيو إريكا سما 7–6(7–3)، 6–2                                                  | غوو مييكي وو مييكزو                                                                  | وانغ مييلينغ لو جينغجينغ                         | شون فانغيينغ وانغ داني إريكا سما يانغ ييدي                                |
| 13 مايو | أوبيدوس، البرتغال سجاد W25 قرعة المباريات الفردية والزوجية                                                                     | دينيز خزانيك 6–1، 2–6، 6–1                                                           | نوريا باريزاس دياز                                                                   | أناستاسيا زاريتشكا أماندا كاريراس                | أورزولا رادفانسكا بيتيا أرشينكوفا Maria Sanchez إميلي ويبلي سميث          |
| 13 مايو | أوبيدوس، البرتغال سجاد W25 قرعة المباريات الفردية والزوجية                                                                     | صوفيا شاباتافا إميلي ويبلي سميث 6–4، 6–1                                             | مارتينا كولميجنا نوريا باريزاس دياز                                                  | أناستاسيا زاريتشكا أماندا كاريراس                | أورزولا رادفانسكا بيتيا أرشينكوفا Maria Sanchez إميلي ويبلي سميث          |
| 13 مايو | سنغافورة ملعب صلب W25 قرعة المباريات الفردية والزوجية                                                                          | أبيغيل تير-أبيسا 6–3، 6–2                                                            | فاليريا سافينيخ                                                                      | بياتريس جوموليا ايبك سويلو                       | جاكلين كاكو ريا باتيا كاثرين هاريسون تشومبوثيب جونداكيت                   |
| 13 مايو | سنغافورة ملعب صلب W25 قرعة المباريات الفردية والزوجية                                                                          | بياتريس جوموليا جيسي رومبيس 6–4، 0–6، [10–6]                                         | روتوجا بسالي أبيغيل تير-أبيسا                                                        | بياتريس جوموليا ايبك سويلو                       | جاكلين كاكو ريا باتيا كاثرين هاريسون تشومبوثيب جونداكيت                   |
| 13 مايو | تشانغوون، كوريا الجنوبية ملعب صلب W25 قرعة المباريات الفردية والزوجية                                                          | شانيل سيموندز 6–3، 7–5                                                               | لي يا-هسوان                                                                          | يو إكسياودي ليوني كونغ                           | هانا تشانغ جانغ سو جونج مايا لومسدن لي أون-هيي                            |
| 13 مايو | تشانغوون، كوريا الجنوبية ملعب صلب W25 قرعة المباريات الفردية والزوجية                                                          | هسو تشيه يو شانيل سيموندز 6–3، 6–4                                                   | تشوي جي-هيي لي يا-هسوان                                                              | يو إكسياودي ليوني كونغ                           | هانا تشانغ جانغ سو جونج مايا لومسدن لي أون-هيي                            |
| 13 مايو | هيراكليون، اليونان ملعب ترابي W15 قرعة المباريات الفردية والزوجية                                                              | فاندا لوكاش 7–5، 6–2                                                                 | داريا أستاخوفا                                                                       | أليس توبيلو إيزابيلا هارفيزون                    | أولكساندرا أولينيكوفا لينا غلشكو مريم دالاكشفيل فيونا جانز                |
| 13 مايو | هيراكليون، اليونان ملعب ترابي W15 قرعة المباريات الفردية والزوجية                                                              | آنا أركاديانو إلينا نيبيلي 6–2، 6–4                                                  | داريا أستاخوفا أولكساندرا أولينيكوفا                                                 | أليس توبيلو إيزابيلا هارفيزون                    | أولكساندرا أولينيكوفا لينا غلشكو مريم دالاكشفيل فيونا جانز                |
| 13 مايو | برلت، إيطاليا ملعب ترابي W15 قرعة المباريات الفردية والزوجية                                                                   | إليزابيث ماندليك 6–0، 6–2                                                            | أوانا جورجيتا سيميوني                                                                | أليكسا نويل فيديريكا أرسيديكونو                  | فيديريكا بيلاردو كيليا لو بيان بيايتريس لومباردو أنجيليكا راجي            |
| 13 مايو | برلت، إيطاليا ملعب ترابي W15 قرعة المباريات الفردية والزوجية                                                                   | فيديريكا أرسيديكونو جيسيكا بيرتولدو 6–2، 6–0                                         | بيايتريس لومباردو أنجيليكا راجي                                                      | أليكسا نويل فيديريكا أرسيديكونو                  | فيديريكا بيلاردو كيليا لو بيان بيايتريس لومباردو أنجيليكا راجي            |
| 13 مايو | كانكون، المكسيك ملعب صلب W15 قرعة المباريات الفردية والزوجية                                                                   | مارسيلا زكرياس 6–3، 6–3                                                              | باتريسيا ماريا تيغ                                                                   | كيرستين-أندريا ويدون فلاديكا بابيتش              | كيلي ويليفورد ماريا خوسيه بورتييو راميريز ألكساندرا فاغراموف آمي زهو      |
| 13 مايو | كانكون، المكسيك ملعب صلب W15 قرعة المباريات الفردية والزوجية                                                                   | ماريا خوسيه بورتييو راميريز مارسيلا زكرياس 6–3، 7–6(12–10)                           | ثايسا غرينا بيدريتي إدواردا بياي                                                     | كيرستين-أندريا ويدون فلاديكا بابيتش              | كيلي ويليفورد ماريا خوسيه بورتييو راميريز ألكساندرا فاغراموف آمي زهو      |
| 13 مايو | فاربيرغ، السويد ملعب ترابي W15 قرعة المباريات الفردية والزوجية                                                                 | مارينا يودانوف 6–3، 7–5                                                              | إيكاترينا ماكاروفا                                                                   | كايزا هينيمان صوفيا سامافاتي                     | ألكساندرا فيكتوروفيتش آنا هيرتل فاني أوستلوند إيدا يارلسكوج               |
| 13 مايو | فاربيرغ، السويد ملعب ترابي W15 قرعة المباريات الفردية والزوجية                                                                 | كايزا هينيمان ماريا بتروفيتش 7–6(7–3)، 6–3                                           | إيكاترينا ماكاروفا صدف موه طالبوفا                                                   | كايزا هينيمان صوفيا سامافاتي                     | ألكساندرا فيكتوروفيتش آنا هيرتل فاني أوستلوند إيدا يارلسكوج               |
| 13 مايو | تاكاريجوا، ترينيداد وتوباغو ملعب صلب (داخلي) W15 قرعة المباريات الفردية والزوجية                                               | أليس غيلان 6–3، 6–2                                                                  | ليكسي ستيفنز                                                                         | أكيلا جيمس يوليانا ليزارازو                      | آمي كابلان بولين ووارين بريانا ستامفلي ناديا إيكيفيريا ألام               |
| 13 مايو | تاكاريجوا، ترينيداد وتوباغو ملعب صلب (داخلي) W15 قرعة المباريات الفردية والزوجية                                               | ناديا إيكيفيريا ألام ساباستياني ليون 7–5، 6–4                                        | أولغا بروزدا بولينا جاسترزيمبكا                                                      | أكيلا جيمس يوليانا ليزارازو                      | آمي كابلان بولين ووارين بريانا ستامفلي ناديا إيكيفيريا ألام               |
| 13 مايو | طبرقة، تونس ملعب ترابي W15 قرعة المباريات الفردية والزوجية                                                                     | خولييتا لارا إيستابلي 6–2، 3–6، 7–6(7–5)                                             | باربرا غاتيكا                                                                        | كيارا شول إيمانويل جيرارد                        | أغاث تيمسيت أنجيلا فيتا بولودا غابرييلا موجان لويز برونسكوغ               |
| 13 مايو | طبرقة، تونس ملعب ترابي W15 قرعة المباريات الفردية والزوجية                                                                     | أنجيلا فيتا بولودا غابرييلا هوراشكوفا 6–2، 6–3                                       | فيرينا هوفر إيريني لافينو                                                            | كيارا شول إيمانويل جيرارد                        | أغاث تيمسيت أنجيلا فيتا بولودا غابرييلا موجان لويز برونسكوغ               |
| 13 مايو | أنطاليا، تركيا ملعب ترابي W15 قرعة المباريات الفردية والزوجية                                                                  | إليونورا مولينارو 6–2، 6–4                                                           | إيناس إيبو                                                                           | ديا إفتيموفا كييارا غريم                         | داريا لافريتشينكو زينب سونميز ألكسندرا بوسبيلوفا كريستينا إيني            |
| 13 مايو | أنطاليا، تركيا ملعب ترابي W15 قرعة المباريات الفردية والزوجية                                                                  | جيني دورست كييارا غريم 3–6، 6–1، [10–3]                                              | إيكاترينا كازيونوفا ألكسندرا بوسبيلوفا                                               | ديا إفتيموفا كييارا غريم                         | داريا لافريتشينكو زينب سونميز ألكسندرا بوسبيلوفا كريستينا إيني            |
| 13 مايو | نيبلز، الولايات المتحدة ملعب ترابي 15W قرعة المباريات الفردية والزوجية                                                         | كاترينا ستيوارت 6–4، 6–3                                                             | بيليندا وولكوك                                                                       | كايلي كولينز بيتون ستيرنز                        | مارا شميت ريس برانتمير ميكيالا بايرلوفا كيمي هانس                         |
| 13 مايو | نيبلز، الولايات المتحدة ملعب ترابي 15W قرعة المباريات الفردية والزوجية                                                         | مارا شميت بيليندا وولكوك 6–3، 5–7، [10–6]                                            | ريس برانتمير كيمي هانس                                                               | كايلي كولينز بيتون ستيرنز                        | مارا شميت ريس برانتمير ميكيالا بايرلوفا كيمي هانس                         |
| 20 مايو | القدس، إسرائيل ملعب صلب W25 قرعة المباريات الفردية والزوجية                                                                    | جودي بوراج 2–6، 6–2، 6–3                                                             | دانييلا فيسماني                                                                      | سامانثا موراي فاليريا يوششينكو                   | تيريزا ميهاليكوفا إيكاترينا ياشينا صوفيا شاباتافا فيكتوريا مورفايوفا      |
| 20 مايو | القدس، إسرائيل ملعب صلب W25 قرعة المباريات الفردية والزوجية                                                                    | يوليا هاتوكوا تيريزا ميهاليكوفا 2–6، 6–4، [10–8]                                     | سامانثا موراي ديسبينا باباميتشايل                                                    | سامانثا موراي فاليريا يوششينكو                   | تيريزا ميهاليكوفا إيكاترينا ياشينا صوفيا شاباتافا فيكتوريا مورفايوفا      |
| 20 مايو | كزرتة، إيطاليا ملعب ترابي W25 قرعة المباريات الفردية والزوجية                                                                  | فارفارا غراتشيفا 6–3، 7–5                                                            | آنا دانيلينا                                                                         | كريستيانا فيراندو فيكتوريا كان                   | كيمبرلي زيمرمان نوريا باريزاس دياز غابرييلا سي ديبورا شييزا               |
| 20 مايو | كزرتة، إيطاليا ملعب ترابي W25 قرعة المباريات الفردية والزوجية                                                                  | ليزيت كابريرا جوليا غراهبير 6–3، 6–4                                                 | إيلينا بوغدان فيفيين يوهاسزوفا                                                       | كريستيانا فيراندو فيكتوريا كان                   | كيمبرلي زيمرمان نوريا باريزاس دياز غابرييلا سي ديبورا شييزا               |
| 20 مايو | كارويزاوا، اليابان ملعب مفروش W25 قرعة المباريات الفردية والزوجية                                                              | يوفانا ياكشيتش 6–1، 4–6، 7–5                                                         | موموكو كوبوري                                                                        | إيرينا هاياشي ليوني كونغ                         | ماي هونتاما نايومي برودي ساكورا هوندو إيمينا بيكتاس                       |
| 20 مايو | كارويزاوا، اليابان ملعب مفروش W25 قرعة المباريات الفردية والزوجية                                                              | نايومي برودي أياكا أوكونو 6–3، 2–6، [10–7]                                           | إيرينا هاياشي موموكو كوبوري                                                          | إيرينا هاياشي ليوني كونغ                         | ماي هونتاما نايومي برودي ساكورا هوندو إيمينا بيكتاس                       |
| 20 مايو | سنغافورة ملعب صلب W25 قرعة المباريات الفردية والزوجية                                                                          | نودنيدا لوانجنام 3–6، 2–6                                                            | الديلا سوتجيادي                                                                      | فاليريا سافينيخ بيج هوريجان                      | ناستجا كولار تشومبوثيب جونداكيت جاكلين كاكو أبيغيل تير أپياسا             |
| 20 مايو | سنغافورة ملعب صلب W25 قرعة المباريات الفردية والزوجية                                                                          | بيج هوريجان الديلا سوتجيادي 1–6، 6–7(5–7)                                            | إميلي أبلتون كاثرين هاريسون                                                          | فاليريا سافينيخ بيج هوريجان                      | ناستجا كولار تشومبوثيب جونداكيت جاكلين كاكو أبيغيل تير أپياسا             |
| 20 مايو | غويانغ، كوريا الجنوبية ملعب صلب W25 قرعة المباريات الفردية والزوجية                                                            | ناتاليجا كوستيتش 3–6، 2–6                                                            | مايا لامسدن                                                                          | تشانغ يوكسوان جنيفر إيلي                         | لي أونه هاي أناستاسيا جاسانوفا شانيل سيموندز جاكلين كاباج أوود            |
| 20 مايو | غويانغ، كوريا الجنوبية ملعب صلب W25 قرعة المباريات الفردية والزوجية                                                            | هسو تشيه يو شانيل سيموندز 1–6، 3–6                                                   | كيم ناري لي سو-را                                                                    | تشانغ يوكسوان جنيفر إيلي                         | لي أونه هاي أناستاسيا جاسانوفا شانيل سيموندز جاكلين كاباج أوود            |
| 20 مايو | نونثابوري، تايلاند ملعب صلب W25 قرعة المباريات الفردية والزوجية                                                                | ماديسون إنجليز 0–6، 2–6                                                              | بينجتارن بليبويتش                                                                    | أكيكو أوميا أنشيسا شنتا                          | مانانشايا سوانجاكايو هاروكا كاجي ماري أوساكا ألكسندرا بوزوفيتش            |
| 20 مايو | نونثابوري، تايلاند ملعب صلب W25 قرعة المباريات الفردية والزوجية                                                                | ألكساندرينا نايدينوفا ايبك سويلو 1–6، 3–6                                            | هاروكا كاجي ريسا أوزاكي                                                              | أكيكو أوميا أنشيسا شنتا                          | مانانشايا سوانجاكايو هاروكا كاجي ماري أوساكا ألكسندرا بوزوفيتش            |
| 20 مايو | هيراكليون، Greece ملعب ترابي W15 قرعة المباريات الفردية والزوجية                                                               | تمارا ميلسيفيتش 3–6، 6–7(3–7)                                                        | إيلينا مالوجينا                                                                      | إيرينا شيمانوفيتش فاني أوستلوند                  | جوليا كيميلمان أولكساندرا أولينيوكوفا جابريلا دوكا مايلس بوجرات           |
| 20 مايو | هيراكليون، Greece ملعب ترابي W15 قرعة المباريات الفردية والزوجية                                                               | أنجي أوبجي كاجورو لورا مالونياكوفا 4–6، 2–6                                          | جوليا كيميلمان نويا ليوو أ فنج                                                       | إيرينا شيمانوفيتش فاني أوستلوند                  | جوليا كيميلمان أولكساندرا أولينيوكوفا جابريلا دوكا مايلس بوجرات           |
| 20 مايو | كاين كون، المكسيك ملعب صلب W15 قرعة المباريات الفردية والزوجية                                                                 | صوفيا سوينج 1–6، 6–1، 1–6                                                            | إيميلي لينده                                                                         | كريستين أندريا ويدون زوي جوين سكيندليس           | ليتيسيا بولتشارتوفا جايدا بوي ميلاني كريوي مونيكا روبنسون                 |
| 20 مايو | كاين كون، المكسيك ملعب صلب W15 قرعة المباريات الفردية والزوجية                                                                 | تيسا جرانا بيدريتي إدواردا بياي 5–7، 5–7                                             | كريستين أندريا ويدون إيمي زو                                                         | كريستين أندريا ويدون زوي جوين سكيندليس           | ليتيسيا بولتشارتوفا جايدا بوي ميلاني كريوي مونيكا روبنسون                 |
| 20 مايو | كانتانيدا، البرتغال Carpet W15 قرعة المباريات الفردية والزوجية                                                                 | ليزا بونومار 1–6، 6–4، 3–6                                                           | كارولينا برانكوفا                                                                    | أنستازيا كوليكوفا ألبا كارييو مارين              | ريبيكا ماساروفا بويانا كلينكوف آنا أوريكي فرانسيسكا خورخي                 |
| 20 مايو | كانتانيدا، البرتغال Carpet W15 قرعة المباريات الفردية والزوجية                                                                 | ألبا كارييو مارين نوهيليا زيبالوس 6–3، 4–6، [10–6]                                   | فرانسيسكا خورخي آنا أوريكي                                                           | أنستازيا كوليكوفا ألبا كارييو مارين              | ريبيكا ماساروفا بويانا كلينكوف آنا أوريكي فرانسيسكا خورخي                 |
| 20 مايو | تاكارغوا، ترينيداد وتوباغو ملعب صلب (داخلي) W15 قرعة المباريات الفردية والزوجية                                                | يوليانا ليزارازو 6–7(9–11)، 6–3، 6–1                                                 | سافيا كارينغتون                                                                      | أليس جيلان ناديا إشيفيريا آلام                   | بريانا ستامفلي أولغا بروزدا ليكسي ستيفنز سباسياني ليون                    |
| 20 مايو | تاكارغوا، ترينيداد وتوباغو ملعب صلب (داخلي) W15 قرعة المباريات الفردية والزوجية                                                | ناديا إشيفيريا آلام سباسياني ليون 6–4، 6–3                                           | أولغا بروزدا بولينا جاسترمبسكا                                                       | أليس جيلان ناديا إشيفيريا آلام                   | بريانا ستامفلي أولغا بروزدا ليكسي ستيفنز سباسياني ليون                    |
| 20 مايو | طبرقة، تونس ملعب ترابي W15 قرعة المباريات الفردية والزوجية                                                                     | تم إلغاء البطولة بعد إتمام المباريات ربع النهائي بسبب الأحوال الجوية السيئة المستمرة | تم إلغاء البطولة بعد إتمام المباريات ربع النهائي بسبب الأحوال الجوية السيئة المستمرة | كيارا شول جوان زوغر يوجينيا جانغا باربارا غاتيكا | لينا لوتسيير ستيفانيا روغوزينسكا ديزيك نوهيليا بوزو زانوتي لويز برونسكوغ  |
| 20 مايو | طبرقة، تونس ملعب ترابي W15 قرعة المباريات الفردية والزوجية                                                                     | ماري متراو / جوان زوغر مقابل داريا ديتكوفسكايا / ستيفانيا روغوزينسكا ديزيك           |                                                                                      | كيارا شول جوان زوغر يوجينيا جانغا باربارا غاتيكا | لينا لوتسيير ستيفانيا روغوزينسكا ديزيك نوهيليا بوزو زانوتي لويز برونسكوغ  |
| 20 مايو | أنطاليا، تركيا ملعب ترابي W15 قرعة المباريات الفردية والزوجية                                                                  | سيوني مينديز 6–1، 6–1                                                                | جيبريلا ميهايلوفا                                                                    | ألينا سيليتش إلينا ميلوفانوفيتش                  | ديا إفتيموفا ماريا شوشارينا زينب سونميز كسينيا ألكان                      |
| 20 مايو | أنطاليا، تركيا ملعب ترابي W15 قرعة المباريات الفردية والزوجية                                                                  | كيارا غريم ألينا سيليتش 6–4، 6–2                                                     | إيكاترينا كازيونوفا أنجلينا زورافليفا                                                | ألينا سيليتش إلينا ميلوفانوفيتش                  | ديا إفتيموفا ماريا شوشارينا زينب سونميز كسينيا ألكان                      |
| 27 مايو | لوزهاو، الصين ملعب صلب W25 قرعة المباريات الفردية والزوجية                                                                     | قوه هانيو 6–2، 6–1                                                                   | شون فانيينغ                                                                          | هسو تشيه يو صن زيو                               | ريسا أوجيجما يو إكسياودي قوه ميكي يي كيويو                                |
| 27 مايو | لوزهاو، الصين ملعب صلب W25 قرعة المباريات الفردية والزوجية                                                                     | فنغ شوو شون فانيينغ 6–3، 6–1                                                         | قوه هانيو يي كيويو                                                                   | هسو تشيه يو صن زيو                               | ريسا أوجيجما يو إكسياودي قوه ميكي يي كيويو                                |
| 27 مايو | Bredeney Ladies Open إسن (ألمانيا)، ألمانيا ملعب ترابي W25 قرعة المباريات الفردية والزوجية                                     | تيريزا مارتينكوفا 6–2، 7–6(7–4)                                                      | بولا بادوسا                                                                          | ماري بينوا مارتينا تريفيسان                      | آنا زيا مايا خواليزكا إيلينا غابرييلا روس لارا سالدن                      |
| 27 مايو | Bredeney Ladies Open إسن (ألمانيا)، ألمانيا ملعب ترابي W25 قرعة المباريات الفردية والزوجية                                     | لينا جورشيسكا أناستاسيا كوماردينا 6–3، 6–3                                           | ألينا فومينا أنستازيا زاريتشكا                                                       | ماري بينوا مارتينا تريفيسان                      | آنا زيا مايا خواليزكا إيلينا غابرييلا روس لارا سالدن                      |
| 27 مايو | هونغ كونغ ملعب صلب W25 قرعة المباريات الفردية والزوجية                                                                         | إرينا هاياشي 6–3، 3–0، انسحاب.                                                       | لو جياجينغ                                                                           | يوڤانا ياكشيتش وو هو-شينغ                        | كاثرين هاريسون بيج هاوريجان أنجيلينا جابويفا موموكو كوبوري                |
| 27 مايو | هونغ كونغ ملعب صلب W25 قرعة المباريات الفردية والزوجية                                                                         | جونري ناميجاتا أبيجيل تري-أبيسا 6–3، 2–6، [10–6]                                     | إرينا هاياشي موموكو كوبوري                                                           | يوڤانا ياكشيتش وو هو-شينغ                        | كاثرين هاريسون بيج هاوريجان أنجيلينا جابويفا موموكو كوبوري                |
| 27 مايو | غرادو، إيطاليا ملعب ترابي W25 قرعة المباريات الفردية والزوجية                                                                  | ريبيكا سرامكوفا 7–6(7–3)، 3–1، انسحاب.                                               | جاكلين كريستيان                                                                      | كريستيانا فيراندو مارتينا دي جوزيبي              | أناستازيا جريمالسكا ريكا لوكا جاني تشانغ كيلين تشالا بويوكاكاتشاي         |
| 27 مايو | غرادو، إيطاليا ملعب ترابي W25 قرعة المباريات الفردية والزوجية                                                                  | آنا دانيلينا ريكا لوكا جاني 6–2، 6–3                                                 | أكجول أمانمورادوف كريستينا دينو                                                      | كريستيانا فيراندو مارتينا دي جوزيبي              | أناستازيا جريمالسكا ريكا لوكا جاني تشانغ كيلين تشالا بويوكاكاتشاي         |
| 27 مايو | إنتشون، كوريا الجنوبية ملعب صلب W25 قرعة المباريات الفردية والزوجية                                                            | هان نا لاي 6–3، 6–0                                                                  | أناستاسيا جاسانوفا                                                                   | ناتاليا كوستيتش جانغ سو جونج                     | هانا تشانغ شانيل سيموندز داريا ميشينا تشانغ يوكسوان                       |
| 27 مايو | إنتشون، كوريا الجنوبية ملعب صلب W25 قرعة المباريات الفردية والزوجية                                                            | تشوي جي هي هان نا لاي 6–3، 6–3                                                       | كاناكو موريساكي مينوري يونيهارا                                                      | ناتاليا كوستيتش جانغ سو جونج                     | هانا تشانغ شانيل سيموندز داريا ميشينا تشانغ يوكسوان                       |
| 27 مايو | سانتا مارغاريتا دي مومبوي، إسبانيا ملعب صلب W25 قرعة المباريات الفردية والزوجية                                                | إليتسا كوستوفا 7–5، 6–3                                                              | أرينا روديونوفا                                                                      | أرانتشا روس ناديه بودوروسكا                      | أندريا لازارو غارسيا ريناتا زرازوا غيومار مارستاني وانغ شي يو             |
| 27 مايو | سانتا مارغاريتا دي مومبوي، إسبانيا ملعب صلب W25 قرعة المباريات الفردية والزوجية                                                | صوفيا شاباتافا إميلي ويبلي سميث 6–4، 7–5                                             | إليتسا كوستوفا سامانثا موراي                                                         | أرانتشا روس ناديه بودوروسكا                      | أندريا لازارو غارسيا ريناتا زرازوا غيومار مارستاني وانغ شي يو             |
| 27 مايو | نونثابوري، تايلاند ملعب صلب W25 قرعة المباريات الفردية والزوجية                                                                | ايبك سويلو 7–6(7–1)، 6–1                                                             | يوان يوي                                                                             | سابينا شاريبوفا كاميلا راخيموفا                  | تشومبوسيب جونداكاتي سيمونا والترت أونشيسا شنتا ماجالي كيمبين              |
| 27 مايو | نونثابوري، تايلاند ملعب صلب W25 قرعة المباريات الفردية والزوجية                                                                | Victoria Rodríguez سابينا شاريبوفا 6–3، 6–4                                          | لورين غييرمو ميغان ماناسي                                                            | سابينا شاريبوفا كاميلا راخيموفا                  | تشومبوسيب جونداكاتي سيمونا والترت أونشيسا شنتا ماجالي كيمبين              |
| 27 مايو | هيراكليون، اليونان ملعب ترابي W15 قرعة المباريات الفردية والزوجية                                                              | أوانا غافريلا 6–1، 6–3                                                               | ألكسندرا أوليينكوفا                                                                  | مريم دالاكشفيلي كارمن شولتيس                     | تامارا ماليشيفيتش إلينا مالوجينا أنج أوباي كاجورو ميرا أنتونيتش           |
| 27 مايو | هيراكليون، اليونان ملعب ترابي W15 قرعة المباريات الفردية والزوجية                                                              | أوانا غافريلا غابرييلا نيكول تاتاروس 2–6، 6–4، [10–5]                                | آنا آركاديانو أدريانا كريستوبولو                                                     | مريم دالاكشفيلي كارمن شولتيس                     | تامارا ماليشيفيتش إلينا مالوجينا أنج أوباي كاجورو ميرا أنتونيتش           |
| 27 مايو | كانكون، المكسيك ملعب صلب W15 قرعة المباريات الفردية والزوجية                                                                   | تايسا غرنا بيدريتي 6–4، 6–4                                                          | باتريسيا ماريا تيغ                                                                   | ميلاني كريفوج كيرستن-أندريا ويدون                | تمارا براد يتسحاقي سيلفيا أمبروسيو تيفاني فيكيه إيمي تشو                  |
| 27 مايو | كانكون، المكسيك ملعب صلب W15 قرعة المباريات الفردية والزوجية                                                                   | باولا بارانيانو ميلاني كريفوج 6–2، 6–4                                               | داريا كوتزر إميلي لينده                                                              | ميلاني كريفوج كيرستن-أندريا ويدون                | تمارا براد يتسحاقي سيلفيا أمبروسيو تيفاني فيكيه إيمي تشو                  |
| 27 مايو | مونتيمور نوفو، البرتغال ملعب صلب W15 قرعة المباريات الفردية والزوجية                                                           | ألبا كارييو مارين 6–0، 4–6، 6–3                                                      | فرانسيسكا خورخي                                                                      | ماري فيليت آنجلز مورينو برانكيرو                 | بيانكا فيرنانديز بويانا كلينكوف ماريا إينيس فونتي أماندين كازو            |
| 27 مايو | مونتيمور نوفو، البرتغال ملعب صلب W15 قرعة المباريات الفردية والزوجية                                                           | سوزان لامنس آنا بريبيلوفا 6–2، 2–6، [10–7]                                           | ماريا إينيس فونتي فرانسيسكا خورخي                                                    | ماري فيليت آنجلز مورينو برانكيرو                 | بيانكا فيرنانديز بويانا كلينكوف ماريا إينيس فونتي أماندين كازو            |
| 27 مايو | طبرقة، تونس ملعب ترابي W15 قرعة المباريات الفردية والزوجية                                                                     | ميار شريف 6–4، 6–4                                                                   | باربارا غاتيكا                                                                       | يوجينيا جانجا لينا لوتزاير                       | كيارا شول ماري مترو نينا ستادلر جوان زوجر                                 |
| 27 مايو | طبرقة، تونس ملعب ترابي W15 قرعة المباريات الفردية والزوجية                                                                     | أليكا روسوفا ميار شريف 6–4، 4–6، [10–4]                                              | لينا لوتزاير نينا ستادلر                                                             | يوجينيا جانجا لينا لوتزاير                       | كيارا شول ماري مترو نينا ستادلر جوان زوجر                                 |

### يونيو
| الأسبوع  | البطولة | الفائزات                                                | الوصيفات                                 | المتأهلات لنصف النهائي                | المتأهلات لربع النهائي                                                        |
| -------- | --- | ------------------------------------------------------- | ---------------------------------------- | ------------------------------------- | ----------------------------------------------------------------------------- |
| 3 يونيو  | سوربيتون تروفي سوربيتون، المملكة المتحدة عشبي W100 قرعة الفردي – قرعة الزوجي                                | أليسون ريسك 7–6(7–5)، 6–2، 6–2                          | ماغدالينا ريباريكوفا                     | كاتي ماكنالي تاتيانا ماريا            | أليسون فان يوتفانخ كاتي دان هيذر واتسون يانينا ويكماير                        |
| 3 يونيو  | سوربيتون تروفي سوربيتون، المملكة المتحدة عشبي W100 قرعة الفردي – قرعة الزوجي                                | جينيفر برادي كارولين دولهايد 6–3، 6–4                   | هيذر واتسون يانينا ويكماير               | كاتي ماكنالي تاتيانا ماريا            | أليسون فان يوتفانخ كاتي دان هيذر واتسون يانينا ويكماير                        |
| 3 يونيو  | Internazionali Femminili di Brescia بريشا، إيطاليا ملعب ترابي W60 قرعة الفردي – قرعة الزوجي                 | جاسمين باوليني 6–2، 6–1                                 | ديانا مارسنكفيتشا                        | مارتينا تريفيسان ديبورا كييزا         | كاثينكا فون ديكمان لويزا تشيريكو باربارا هاس زوي هايفز                        |
| 3 يونيو  | Internazionali Femminili di Brescia بريشا، إيطاليا ملعب ترابي W60 قرعة الفردي – قرعة الزوجي                 | أندريا غاميز باولا كريستينا غونسالفيس 6–3، 4–6، [12–10] | أناستازيا جريمالسكا غيورغيا ماركيتي      | مارتينا تريفيسان ديبورا كييزا         | كاثينكا فون ديكمان لويزا تشيريكو باربارا هاس زوي هايفز                        |
| 3 يونيو  | بيلا كاب تورون، بولندا ملعب ترابي W60+H قرعة الفردي – قرعة الزوجي                                           | ريبيكا سرامكوفا 6–1، 6–2                                | مارتا كوستيوك                            | إرينا براء آلي كيك                    | أناستاسيا زاريتسكا نيكوليتا داسكاليو أنهيلينا كالينينا دانكا كوفينتش          |
| 3 يونيو  | بيلا كاب تورون، بولندا ملعب ترابي W60+H قرعة الفردي – قرعة الزوجي                                           | ريبيكا ماساروفا ريبيكا سرامكوفا 6–4، 3–6، [10–4]        | روبن أندرسون أنهيلينا كالينينا           | إرينا براء آلي كيك                    | أناستاسيا زاريتسكا نيكوليتا داسكاليو أنهيلينا كالينينا دانكا كوفينتش          |
| 3 يونيو  | مينسك، بيلاروس ملعب ترابي W25 قرعة المباريات الفردية والزوجية                                               | فرانسيسكا جونز 6–3، 1–6، 6–2                            | ستيفاني فاغنر                            | إستيل كاسينو لينا جورتشيسكا           | مارتينا كولمينا أناستاسيا ديتسيوك إيرينا شيمانوفيتش إيرينا فيتيكاو            |
| 3 يونيو  | مينسك، بيلاروس ملعب ترابي W25 قرعة المباريات الفردية والزوجية                                               | مارتينا كولمينا ألريكك إيكري 1–6، 6–4، [10–6]           | أمينة أنشب أناستاسيا ديتسيوك             | إستيل كاسينو لينا جورتشيسكا           | مارتينا كولمينا أناستاسيا ديتسيوك إيرينا شيمانوفيتش إيرينا فيتيكاو            |
| 3 يونيو  | شنجن (الصين)، الصين ملعب صلب W25 قرعة المباريات الفردية والزوجية                                            | وانغ شينيو 6–1، 6–0                                     | شون فانغيينغ                             | بينجتارن بليبويتش تشيهيرو موراماتسو   | ميغان مانسي زوزانا زلوخوفا يوڤانا ياكسيك أكيكو أومائه                         |
| 3 يونيو  | شنجن (الصين)، الصين ملعب صلب W25 قرعة المباريات الفردية والزوجية                                            | قوه هانيو يي كيويو 1–6، 7–6(7–4)، [11–9]                | تشين جياهو وو ميكسو                      | بينجتارن بليبويتش تشيهيرو موراماتسو   | ميغان مانسي زوزانا زلوخوفا يوڤانا ياكسيك أكيكو أومائه                         |
| 3 يونيو  | دايغو، كوريا الجنوبية ملعب صلب W25 قرعة المباريات الفردية والزوجية                                          | هان نا لي 6–1، 6–2                                      | هارونا أراكاوا                           | ماري أوساكا جانغ سو جونج              | يو إكسياودي كيم دا بين جنيفر إيلي جونغ سو نام                                 |
| 3 يونيو  | دايغو، كوريا الجنوبية ملعب صلب W25 قرعة المباريات الفردية والزوجية                                          | هسيه شو يينغ لي بي تشي 6–3، 7–6(7–5)                    | تشوي جي هي هان نا لي                     | ماري أوساكا جانغ سو جونج              | يو إكسياودي كيم دا بين جنيفر إيلي جونغ سو نام                                 |
| 3 يونيو  | بيثاني بيتش، الولايات المتحدة ملعب ترابي W25 قرعة المباريات الفردية والزوجية                                | أوسوي مايتان أركونادا 6–1، 6–1                          | ناتاشا سوبهاش                            | ديا هردجلاش تسوغنو تيس                | صوفي تشانغ بيتيا أرشينكوفا بيليندا وولكوك كاترينا ستيوارت                     |
| 3 يونيو  | بيثاني بيتش، الولايات المتحدة ملعب ترابي W25 قرعة المباريات الفردية والزوجية                                | أوسوي مايتان أركونادا هايلي كارتر 6–4، 6–4              | ديا هردجلاش تريزا ميهاليكوفا             | ديا هردجلاش تسوغنو تيس                | صوفي تشانغ بيتيا أرشينكوفا بيليندا وولكوك كاترينا ستيوارت                     |
| 3 يونيو  | فرقانا تشالنجر فرغانة، أوزبكستان ملعب صلب W25 قرعة المباريات الفردية والزوجية                               | كاميلا راخيموفا 6–1، 7–5                                | فاليريا يوششينكو                         | مونتسيرات غونزاليس أناستاسيا زاخاروفا | سابينا شاريبوفا غوزال إينيتدينوفا سادافموه توليبوفا ريا باتيا                 |
| 3 يونيو  | فرقانا تشالنجر فرغانة، أوزبكستان ملعب صلب W25 قرعة المباريات الفردية والزوجية                               | نيجينا أبدوريموفا بيرفو جينجيز 4–6، 6–1، [10–3]         | إيزابيلا بوزيجيفيتش كسينيا لاسكوتوفا     | مونتسيرات غونزاليس أناستاسيا زاخاروفا | سابينا شاريبوفا غوزال إينيتدينوفا سادافموه توليبوفا ريا باتيا                 |
| 3 يونيو  | بانيا لوكا، البوسنة والهرسك ملعب ترابي W15 قرعة المباريات الفردية والزوجية                                  | ميرا أنتونيتش 6–3، 6–3                                  | باربورا ميكلوفا                          | دراجينيا فوكوفيتش أنيتا لابوتكوفا     | نيكا راديشيتش نفيسة بيربيروفيتش دينيسا هندوفا فلادا إكشيبروفا                 |
| 3 يونيو  | بانيا لوكا، البوسنة والهرسك ملعب ترابي W15 قرعة المباريات الفردية والزوجية                                  | نفيسة بيربيروفيتش فيرونيكا إرجافيتش 6–1، 6–3            | باربورا ميكلوفا إلينا ميلوفانوفيتش       | دراجينيا فوكوفيتش أنيتا لابوتكوفا     | نيكا راديشيتش نفيسة بيربيروفيتش دينيسا هندوفا فلادا إكشيبروفا                 |
| 3 يونيو  | كانكون، المكسيك ملعب صلب W15 قرعة المباريات الفردية والزوجية                                                | باتريسيا ماريا تيغ 6–0، 6–0                             | فرنندا كونتريراس                         | سوليمار كولينغ ميلاني كريووج          | تانيشا ديساناياكي إميلي لينده زوي غوين سكانداليس أليسا توبينا                 |
| 3 يونيو  | كانكون، المكسيك ملعب صلب W15 قرعة المباريات الفردية والزوجية                                                | فرنندا كونتريراس جيسيكا هينوجوسا غوميز 2–6، 6–4، [10–7] | ميلاني كريووج فرنندا لابرينا             | سوليمار كولينغ ميلاني كريووج          | تانيشا ديساناياكي إميلي لينده زوي غوين سكانداليس أليسا توبينا                 |
| 3 يونيو  | طبرقة، تونس ملعب ترابي W15 قرعة المباريات الفردية والزوجية                                                  | ميار شريف 6–3، 6–2                                      | نينا ستادلر                              | آنا أوكولوفا إيريس إكاني              | إينيس مورتا إنغريد فويشيناكوفا ليا توليه أليس رامي                            |
| 3 يونيو  | طبرقة، تونس ملعب ترابي W15 قرعة المباريات الفردية والزوجية                                                  | ناتاشا فوروقلاس إنغريد فويشيناكوفا 3–6، 6–4، [10–8]     | باربرا غاتيكا ريبيكا بيريرا              | آنا أوكولوفا إيريس إكاني              | إينيس مورتا إنغريد فويشيناكوفا ليا توليه أليس رامي                            |
| 10 يونيو | Manchester Trophy مانشستر، المملكة المتحدة عشب W100 قرعة الفردي – قرعة الزوجي                               | ماجدا لينيت 7–6(7–1)، 2–6، 6–3                          | زارينا دياز                              | سامانثا موراي ماديسون برينجل          | ليزيت كابريرا نايومي برودي وانغ شي يو كاثرين سيبوف                            |
| 10 يونيو | Manchester Trophy مانشستر، المملكة المتحدة عشب W100 قرعة الفردي – قرعة الزوجي                               | دوان ينغينغ تشو لين 6–4، 6–3                            | روبن أندرسون لاورا إيوانا بار            | سامانثا موراي ماديسون برينجل          | ليزيت كابريرا نايومي برودي وانغ شي يو كاثرين سيبوف                            |
| 10 يونيو | Torneo Internazionale Femminile Antico Tiro a Volo روما، إيطاليا ملعب ترابي W60+H قرعة الفردي – قرعة الزوجي | ساره إيراني 6–1، 6–4                                    | باربارا هاس                              | فارفارا فلينك كوني بيرين              | جيسيكا بييري فرانشيسكا دي لورينزو ناو هيبينو ألريكك إيكري                     |
| 10 يونيو | Torneo Internazionale Femminile Antico Tiro a Volo روما، إيطاليا ملعب ترابي W60+H قرعة الفردي – قرعة الزوجي | إليزابيتا كوكسياريتو نيكوليتا داسكالو 7–5، 4–6، [10–7]  | كارولينا ألفيس إيلينا بوغدان             | فارفارا فلينك كوني بيرين              | جيسيكا بييري فرانشيسكا دي لورينزو ناو هيبينو ألريكك إيكري                     |
| 10 يونيو | Trofeu Internacional Ciutat de Barcelona برشلونة، إسبانيا ملعب ترابي W60 قرعة الفردي – قرعة الزوجي          | آلي كيك 7–6(7–3)، 3–6، 6–1                              | تشالا بويوكاكاتشاي                       | ريتشل هوجينكامب جيمي فورليس           | نينا ستويانوفيتش إيريني بوريلو إسكوريهويلا إرينا براء هان زينيون              |
| 10 يونيو | Trofeu Internacional Ciutat de Barcelona برشلونة، إسبانيا ملعب ترابي W60 قرعة الفردي – قرعة الزوجي          | كيكا أوكامورا مويكا أوتشيجيما 7–6(9–7)، 6–4             | مارينا باسولس رييرا إيفون كافالي رييميرس | ريتشل هوجينكامب جيمي فورليس           | نينا ستويانوفيتش إيريني بوريلو إسكوريهويلا إرينا براء هان زينيون              |
| 10 يونيو | مينسك، بيلاروس ملعب ترابي W25 قرعة المباريات الفردية والزوجية                                               | فرانسيسكا جونز 7–6(8–6)، 4–6، 6–1                       | جاكلين كريستيان                          | إيرينا شيمانوفيتش إيرينا فيتيكيو      | جورجيا كراتشون ميريام بيوركلاند أناستاسيا كوماردينا ألكسندرا بيربر            |
| 10 يونيو | مينسك، بيلاروس ملعب ترابي W25 قرعة المباريات الفردية والزوجية                                               | لينا جورجيسكا أناستاسيا كوماردينا 6–7(4–7)، 6–4، [10–8] | كرمن إيلونا إيرينا شيمانوفيتش            | إيرينا شيمانوفيتش إيرينا فيتيكيو      | جورجيا كراتشون ميريام بيوركلاند أناستاسيا كوماردينا ألكسندرا بيربر            |
| 10 يونيو | هنغيانغ، الصين ملعب صلب W25 قرعة المباريات الفردية والزوجية                                                 | وانغ شينيو 6–4، 6–3                                     | صن زيو                                   | ليو فانجزو يوان يوي                   | وي سيجيا زينغ ووشوانغ ميغان ماناسي جاكلين كاباج أود                           |
| 10 يونيو | هنغيانغ، الصين ملعب صلب W25 قرعة المباريات الفردية والزوجية                                                 | يو إكسياودي زانغ يينغ 6–1، 6–0                          | صن شولي تشاو كيانكيان                    | ليو فانجزو يوان يوي                   | وي سيجيا زينغ ووشوانغ ميغان ماناسي جاكلين كاباج أود                           |
| 10 يونيو | برشيروف، جمهورية التشيك ملعب ترابي W25 قرعة المباريات الفردية والزوجية                                      | أنهيلينا كالينينا 6–1، 4–6، 6–1                         | إليتسا كوستوفا                           | ميريام بولغارو أماندا كاريراس         | ماريا كاميلا أوسوريو سيرانو غابرييلا تلابا كاثينكا فون ديكمان شانتال شكاملوفا |
| 10 يونيو | برشيروف، جمهورية التشيك ملعب ترابي W25 قرعة المباريات الفردية والزوجية                                      | كارولينا كوبانوفا نيكولا توماجوفا 6–4، 7–6(7–2)         | كاترينا ماندليكوفا آنا مورجينا           | ميريام بولغارو أماندا كاريراس         | ماريا كاميلا أوسوريو سيرانو غابرييلا تلابا كاثينكا فون ديكمان شانتال شكاملوفا |
| 10 يونيو | Akko، إسرائيل ملعب صلب W25 قرعة المباريات الفردية والزوجية                                                  | سوزان بانديتشي 6–4، 6–2                                 | جوليا غلوشكو                             | آنا صوفيا سانشيز ليوني كونغ           | داريا سنيغور فيكتوريا مونتيان فاليريا يوشينكو ناديه بودوروسكا                 |
| 10 يونيو | Akko، إسرائيل ملعب صلب W25 قرعة المباريات الفردية والزوجية                                                  | سيلفيا نجيريتش ايبك سويلو 6–2، 6–0                      | شيلي بيريزنياك يكاترينا دميتريشينكو      | آنا صوفيا سانشيز ليوني كونغ           | داريا سنيغور فيكتوريا مونتيان فاليريا يوشينكو ناديه بودوروسكا                 |
| 10 يونيو | Sumter، الولايات المتحدة ملعب صلب W25 قرعة المباريات الفردية والزوجية                                       | هيلي بابتيست 6–2، 7–5                                   | فيكتوريا دوفال                           | كاثرين فاهي ناتاشا سوباش              | أوسوي مايتان أركونادا Sophie Chang ديا هردجلاش مارسيلا زكرياس                 |
| 10 يونيو | Sumter، الولايات المتحدة ملعب صلب W25 قرعة المباريات الفردية والزوجية                                       | برين بورين كيتلين ووريسكي 6–4، 6–4                      | فلاديكا بابيتش هايلي كارتر               | كاثرين فاهي ناتاشا سوباش              | أوسوي مايتان أركونادا Sophie Chang ديا هردجلاش مارسيلا زكرياس                 |
| 10 يونيو | كالتنكيرشن، ألمانيا ملعب ترابي W15 قرعة المباريات الفردية والزوجية                                          | يوكي نايتو 4–6، 6–4، 6–0                                | كلارا تاوسون                             | ناتسومي كاواجوتشي كاتالينا بيلا       | كيارا غريم أوانا جورجيتا سيميون ميكايللا باييرلوفا إيفا فيدر                  |
| 10 يونيو | كالتنكيرشن، ألمانيا ملعب ترابي W15 قرعة المباريات الفردية والزوجية                                          | غابرييلا دا سيلفا فيك آنا كلاسِن 6–4، 7–5                | ألبينا خابيبولينا أوانا جورجيتا سيميون   | ناتسومي كاواجوتشي كاتالينا بيلا       | كيارا غريم أوانا جورجيتا سيميون ميكايللا باييرلوفا إيفا فيدر                  |
| 10 يونيو | كانكون، المكسيك ملعب صلب W15 قرعة المباريات الفردية والزوجية                                                | باتريسيا ماريا تيغ 6–2، 4–6، 6–3                        | ميلاني كريوي                             | سوليمار كولينغ فيرنندا كونتريراس      | يوكا هوسوكي أليسا توبِتا فيرنندا لابرانيا تيفَني فيكيه                          |
| 10 يونيو | كانكون، المكسيك ملعب صلب W15 قرعة المباريات الفردية والزوجية                                                | فيرنندا كونتريراس نازاري أوربينا 3–6، 6–4، [10–3]       | تيفَني فيكيه داريا كوتسر                  | سوليمار كولينغ فيرنندا كونتريراس      | يوكا هوسوكي أليسا توبِتا فيرنندا لابرانيا تيفَني فيكيه                          |
| 10 يونيو | أمارانتي، البرتغال ملعب صلب W15 قرعة المباريات الفردية والزوجية                                             | جورجيا درَمي 7–6(7–4)، 6–3                               | جوستينا ميكولسكيت                        | لو بروليو كارولينا بيرانونكوفا        | كريستينا روسكا أينهوا أتوخا غوميز ماريا إيناس فونت ألبا كاريو مارين           |
| 10 يونيو | أمارانتي، البرتغال ملعب صلب W15 قرعة المباريات الفردية والزوجية                                             | فرانسيسكا خورخي أولغا باريس أزكويتيا 6–4، 2–6، [12–10]  | جورجيا درَمي كريستينا روسكا               | لو بروليو كارولينا بيرانونكوفا        | كريستينا روسكا أينهوا أتوخا غوميز ماريا إيناس فونت ألبا كاريو مارين           |
| 10 يونيو | غيمتشون، كوريا الجنوبية ملعب صلب W15 قرعة المباريات الفردية والزوجية                                        | لي أون هاي 6–3، 6–3                                     | ميساكي ماتسودا                           | شيوري فوكودا جونغ سو-نام              | داريا ميشينا أيومي كوشيشي كيم دا-ي لي سو-را                                   |
| 10 يونيو | غيمتشون، كوريا الجنوبية ملعب صلب W15 قرعة المباريات الفردية والزوجية                                        | أيومي كوشيشي داريا ميشينا 6–3، 6–2                      | كاناكو موريزاكي أياكا أوكونو             | شيوري فوكودا جونغ سو-نام              | داريا ميشينا أيومي كوشيشي كيم دا-ي لي سو-را                                   |
| 10 يونيو | طبرقة، تونس ملعب ترابي W15 قرعة المباريات الفردية والزوجية                                                  | مارغو روفروي 6–4، 6–3                                   | ماريا بولينا بيريز                       | ماريا مارفيتينا يوجينيا جانغا         | مارتينا كوديلوفا يانا موغيلنيتسكايا ليا تولي نوهيليا زيبالوس                  |
| 10 يونيو | طبرقة، تونس ملعب ترابي W15 قرعة المباريات الفردية والزوجية                                                  | نوهيليا بوزو زانوتي نوهيليا زيبالوس 6–0، 6–3            | ماريا مارفيتينا أناستاسيا بوبلافيسكا     | ماريا مارفيتينا يوجينيا جانغا         | مارتينا كوديلوفا يانا موغيلنيتسكايا ليا تولي نوهيليا زيبالوس                  |
| 10 يونيو | ويسلي تشابل، الولايات المتحدة ملعب ترابي W15 قرعة المباريات الفردية والزوجية                                | ماريا لورديس كارلي 6–3، 6–1                             | فيكتوريا إيما                            | ألورا زاماريبا لورين بروكتور          | توري كينارد أنا سينكلير روجرز جورجي جونز ميغان مكراي                          |
| 10 يونيو | ويسلي تشابل، الولايات المتحدة ملعب ترابي W15 قرعة المباريات الفردية والزوجية                                | ألورا زاماريبا ماريبيلا زاماريبا 3–6، 6–4، [13–11]      | كايلي كولينز صوفيا سوينغ                 | ألورا زاماريبا لورين بروكتور          | توري كينارد أنا سينكلير روجرز جورجي جونز ميغان مكراي                          |
| 17 يونيو | إيلكلي تروفي إيلكلي، المملكة المتحدة عشب W100 قرعة الفردي – قرعة الزوجي                                     | مونيكا نيكوليسكو 6–2، 4–6، 3–6                          | تيميا بابوش                              | بيبيان ويجيرس يانا كابلوفا            | بياتريس حداد مايا آنا بلينكوفا فيرونيكا سبيد رويج تيريزا سميتكوفا             |
| 17 يونيو | إيلكلي تروفي إيلكلي، المملكة المتحدة عشب W100 قرعة الفردي – قرعة الزوجي                                     | بياتريس حداد مايا لويزا ستيفاني 6–4، 7–6(7–5)، [10–4]   | إيلين بيريز أرينا روديونوفا              | بيبيان ويجيرس يانا كابلوفا            | بياتريس حداد مايا آنا بلينكوفا فيرونيكا سبيد رويج تيريزا سميتكوفا             |
| 17 يونيو | ماكا ليك أوبن ستاري سبلافي، جمهورية التشيك ملعب ترابي W60+H قرعة الفردي – قرعة الزوجي                       | باربورا كرجتشيكوفا 6–2، 6–3                             | دينيزا أليرتوفا                          | لورا إيوانا بار ألكسندرا كادانتو      | باولا أورمايتشيا أنهيلينا كالينينا لوسي هراديكا أولجا جوفورتسوفا              |
| 17 يونيو | ماكا ليك أوبن ستاري سبلافي، جمهورية التشيك ملعب ترابي W60+H قرعة الفردي – قرعة الزوجي                       | ناتيلا دزالاميدزه نينا ستويانوفيتش 3–6، 3–6             | كيوكا أوكامورا ديانا رادانوفيتش          | لورا إيوانا بار ألكسندرا كادانتو      | باولا أورمايتشيا أنهيلينا كالينينا لوسي هراديكا أولجا جوفورتسوفا              |
| 17 يونيو | أوبن مونبلييه ميديتيراني ميتروبول هيرو مونبلييه، فرنسا ملعب ترابي W25+H قرعة المباريات الفردية والزوجية     | فارفارا غراتشيفا 6–4، 2–6                               | إليزابيث هالباور                         | ديان باري هارموني تان                 | إيرينا رامياليسون مارينا ميلنيكوفا أولغا سايز لارَّا لارا سالدن                 |
| 17 يونيو | أوبن مونبلييه ميديتيراني ميتروبول هيرو مونبلييه، فرنسا ملعب ترابي W25+H قرعة المباريات الفردية والزوجية     | مارينا ميلنيكوفا إيفا واكانو 6–4، 4–6، [3–10]           | ألبينا خابيبولينا جوليا واشاتيك          | ديان باري هارموني تان                 | إيرينا رامياليسون مارينا ميلنيكوفا أولغا سايز لارَّا لارا سالدن                 |
| 17 يونيو | جاكرتا، إندونيسيا ملعب صلب W25 قرعة المباريات الفردية والزوجية                                              | ريسا أوزاكي 6–4، 6–1                                    | أريان هارتونو                            | هيروكو كواتا موموكو كوبوري            | ريسا أوشيجيما نودنيدا لوانجنام بينجتارن بليبويتش ميهارو إيمنشي                |
| 17 يونيو | جاكرتا، إندونيسيا ملعب صلب W25 قرعة المباريات الفردية والزوجية                                              | هاروكا كاجي جونري ناميجاتا 6–2، 4–6، [10–7]             | بياتريس جوموليا جيسي رومبيس              | هيروكو كواتا موموكو كوبوري            | ريسا أوشيجيما نودنيدا لوانجنام بينجتارن بليبويتش ميهارو إيمنشي                |
| 17 يونيو | باذوة، إيطاليا ملعب ترابي W25 قرعة المباريات الفردية والزوجية                                               | مارتينا كاريغارو 6–4، 6–4                               | باولا كريستينا غونسالفيس                 | بيانكا توراتي تاتيانا بيري            | فيديريكا دي ساررا مارتينا كولمينيا غابرييلا سي لوسيا برونزيتي                 |
| 17 يونيو | باذوة، إيطاليا ملعب ترابي W25 قرعة المباريات الفردية والزوجية                                               | كريستينا دينو أنجليكا موراتيلي 7–6(9–7)، 3–6، [10–8]    | كارولينا ألفيس غابرييلا سي               | بيانكا توراتي تاتيانا بيري            | فيديريكا دي ساررا مارتينا كولمينيا غابرييلا سي لوسيا برونزيتي                 |
| 17 يونيو | فيغيرا دا فوز، البرتغال ملعب صلب W25+H قرعة المباريات الفردية والزوجية                                      | ايبك سويلو 6–7(2–7)، 7–6(7–5)، 6–3                      | كاثرين سيبوف                             | ألريكك إيكري أوسيان دودان             | ديانا مارسنكفيتشا كاثارينا هوبجارسكي ماي هونتاما كريستينا بوكشا               |
| 17 يونيو | فيغيرا دا فوز، البرتغال ملعب صلب W25+H قرعة المباريات الفردية والزوجية                                      | فرانسيسكا خورخي أولغا باريس أزكويتا 6–4، 4–6، [11–9]    | لورا بيجوسي مويكا أوتشجيما               | ألريكك إيكري أوسيان دودان             | ديانا مارسنكفيتشا كاثارينا هوبجارسكي ماي هونتاما كريستينا بوكشا               |
| 17 يونيو | مدريد، إسبانيا ملعب صلب W25 قرعة المباريات الفردية والزوجية                                                 | ميار شريف 6–2، 6–3                                      | إيفا غيريرو ألفاريز                      | يوريكو ليلي ميازاكي ماري أوساكا       | تشالا بويوكاكاتشاي جويومار ماريستاني آنا صوفيا سانشيز شينغ كينوين             |
| 17 يونيو | مدريد، إسبانيا ملعب صلب W25 قرعة المباريات الفردية والزوجية                                                 | بولينا مونوفا يانا سيزيكوفا 6–4، 6–2                    | أنج أوبى كاجورو لاورا مالونياكوفا        | يوريكو ليلي ميازاكي ماري أوساكا       | تشالا بويوكاكاتشاي جويومار ماريستاني آنا صوفيا سانشيز شينغ كينوين             |
| 17 يونيو | يستاد، السويد ملعب ترابي W25 قرعة المباريات الفردية والزوجية                                                | دانكا كوفينتش 2–6، 6–3، 6–3                             | ريتشل هوجينكامب                          | أناستاسيا كوماردينا ميريام بيوركلاند  | كلارا تاوسون لينا غيورشيسكا إيفا بريموراتش جولي نيمير                         |
| 17 يونيو | يستاد، السويد ملعب ترابي W25 قرعة المباريات الفردية والزوجية                                                | إيميلي أربوثنوت آنا دانيلينا 3–6، 6–2، [10–4]           | لينا غيورشيسكا أناستاسيا كوماردينا       | أناستاسيا كوماردينا ميريام بيوركلاند  | كلارا تاوسون لينا غيورشيسكا إيفا بريموراتش جولي نيمير                         |
| 17 يونيو | كلوزترز، سويسرا ملعب ترابي W25 قرعة المباريات الفردية والزوجية                                              | جوليا غرايبر 6–1، 6–3                                   | ناتالي كوراتا                            | ميكايلا بايرلوفا يوكي نايتو           | ليزا سابينو ديا إفتيموفا جوان زيغر لوكريتزيا ستيفانيني                        |
| 17 يونيو | كلوزترز، سويسرا ملعب ترابي W25 قرعة المباريات الفردية والزوجية                                              | ليزا سابينو غايا سانيسي 3–6، 6–1، [10–6]                | ليوني كونغ إيزابيلا شنيكوفا              | ميكايلا بايرلوفا يوكي نايتو           | ليزا سابينو ديا إفتيموفا جوان زيغر لوكريتزيا ستيفانيني                        |
| 17 يونيو | دنفر، الولايات المتحدة ملعب صلب W25 قرعة المباريات الفردية والزوجية                                         | أوسوي مايتان أركونادا 6–4، 2–6، 6–3                     | أليكسا جلاتش                             | صوفيا ويتل جيرجانا توبالوفا           | فيكتوريا دوفال هايلي كارتر بيتيا أرشينكوفا سناز ماراند                        |
| 17 يونيو | دنفر، الولايات المتحدة ملعب صلب W25 قرعة المباريات الفردية والزوجية                                         | فلاديكا بابيتش هايلي كارتر 6–2، 6–3                     | برين بورين غيل برودسكي                   | صوفيا ويتل جيرجانا توبالوفا           | فيكتوريا دوفال هايلي كارتر بيتيا أرشينكوفا سناز ماراند                        |
| 17 يونيو | نتانيا، إسرائيل ملعب صلب W15 قرعة المباريات الفردية والزوجية                                                | أناستاسيا زاخاروفا 6–2، 2–0، انسحاب                     | يكاترينا فيشنفسكايا                      | نيكول خرين شاخر بيرن                  | لو أدلر إيفيتا دابكوتي يكاترينا دمتريتشينكو لينا غلشكو                        |
| 17 يونيو | نتانيا، إسرائيل ملعب صلب W15 قرعة المباريات الفردية والزوجية                                                | يكاترينا دمتريتشينكو أناستاسيا زاخاروفا 6–0، 6–4        | شيلي بيرزيناك لينا غلشكو                 | نيكول خرين شاخر بيرن                  | لو أدلر إيفيتا دابكوتي يكاترينا دمتريتشينكو لينا غلشكو                        |
| 17 يونيو | غيمشيون، كوريا الجنوبية ملعب صلب W15 قرعة المباريات الفردية والزوجية                                        | شيواري فوكودا 6–2، 4–6، 7–5                             | جونغ سو نام                              | لي سو را كيم دا هاي                   | آياكا أوكونو أولغا هيلمي لي أون هاي ساكورا هوسوجي                             |
| 17 يونيو | غيمشيون، كوريا الجنوبية ملعب صلب W15 قرعة المباريات الفردية والزوجية                                        | كاناكو موريساكي آياكا أوكونو 6–7(5–7)، 6–0، [10–2]      | جونغ سو هي لي سو را                      | لي سو را كيم دا هاي                   | آياكا أوكونو أولغا هيلمي لي أون هاي ساكورا هوسوجي                             |
| 17 يونيو | طبرقة، تونس ملعب ترابي W15 قرعة المباريات الفردية والزوجية                                                  | جولييتا لارا إستابل 4–6، 6–4، 6–4                       | يوجينيا جانغا                            | كارلا تولي آنا توراتي                 | جوليا ستاماتوفا إلينا ميلوفانوفيتش سلمى ديجوبري أنجيلا فيتا بولودا            |
| 17 يونيو | طبرقة، تونس ملعب ترابي W15 قرعة المباريات الفردية والزوجية                                                  | كارلا تولي آنا توراتي 6–2، 6–3                          | جولييتا لارا إستابل ماريا بولينا بيريز   | كارلا تولي آنا توراتي                 | جوليا ستاماتوفا إلينا ميلوفانوفيتش سلمى ديجوبري أنجيلا فيتا بولودا            |
| 17 يونيو | أورلاندو، الولايات المتحدة ملعب ترابي W15 قرعة المباريات الفردية والزوجية                                   | ناتاشا سوباش 6–1، 6–2                                   | توري كينارد                              | غريس مين كارينا ميلر                  | صوفيا سوينغ كيمي هانس كوني ما إيلينا يو                                       |
| 17 يونيو | أورلاندو، الولايات المتحدة ملعب ترابي W15 قرعة المباريات الفردية والزوجية                                   | ألورا زاماريبا ماريبيلا زاماريبا 6–3، 6–1               | كيمي هانس أشلين كروجر                    | غريس مين كارينا ميلر                  | صوفيا سوينغ كيمي هانس كوني ما إيلينا يو                                       |
| 24 يونيو | نايمان، الصين ملعب صلب W25 قرعة المباريات الفردية والزوجية                                                  | يو إكسياودي 6–3، 6–3                                    | غاو شينيو                                | ألكساندرينا نايدينوفا فنغ شو          | يوفانا جاكشيك أناستاسيا جاسانوفا صن زيو هيروكو كواتا                          |
| 24 يونيو | نايمان، الصين ملعب صلب W25 قرعة المباريات الفردية والزوجية                                                  | غوو ميكي وو ميسو 6–4، 7–6(7–5)                          | تشين جياهوى زينغ ووشوانغ                 | ألكساندرينا نايدينوفا فنغ شو          | يوفانا جاكشيك أناستاسيا جاسانوفا صن زيو هيروكو كواتا                          |
| 24 يونيو | بيريغو، فرنسا ملعب ترابي W25 قرعة المباريات الفردية والزوجية                                                | تيساه أندريانجافيتريمو 6–7(5–7)، 6–2، 6–2               | أليس راميه                               | هارموني تان فارفارا غراتشيفا          | ديانا مارسنكفيتشا مالوري نويل مارين بارتو كريستينا إيني                       |
| 24 يونيو | بيريغو، فرنسا ملعب ترابي W25 قرعة المباريات الفردية والزوجية                                                | باربرا غاتيكا ريبيكا بيريرا 6–4، 6–2                    | ماريا فرناندا هيرازو ديانا مارسنكفيتشا   | هارموني تان فارفارا غراتشيفا          | ديانا مارسنكفيتشا مالوري نويل مارين بارتو كريستينا إيني                       |
| 24 يونيو | دارمشتات، ألمانيا ملعب ترابي W25 قرعة المباريات الفردية والزوجية                                            | أولجا جوفورتسوفا 6–1، 7–6(7–3)                          | كلارا تاوسون                             | ستيفاني فاغنر كاثارينا هوبغارسكي      | يانا موردرغر أناستاسيا كوماردينا جوليا غريبير جولي نيمير                      |
| 24 يونيو | دارمشتات، ألمانيا ملعب ترابي W25 قرعة المباريات الفردية والزوجية                                            | فيفيان هايسن كاثارينا هوبغارسكي 6–7(4–7)، 6–2، [10–4]   | لينا لوتسيير ناتاليا سيدليسكا            | ستيفاني فاغنر كاثارينا هوبغارسكي      | يانا موردرغر أناستاسيا كوماردينا جوليا غريبير جولي نيمير                      |
| 24 يونيو | تارفيزيو، إيطاليا ملعب ترابي W25 قرعة المباريات الفردية والزوجية                                            | بيانكا توراتي 6–3، 6–1                                  | باولا كريستينا غونسالفيس                 | غابرييلا سي ريكا لوكا جاني            | تينا لوكاس ميريام بولغارو جيمي فورليس بيا شوك                                 |
| 24 يونيو | تارفيزيو، إيطاليا ملعب ترابي W25 قرعة المباريات الفردية والزوجية                                            | غابرييلا سي باولا كريستينا غونسالفيس 6–2، 4–6، [10–3]   | غلوريا تشيشي راشيدا مكادو                | غابرييلا سي ريكا لوكا جاني            | تينا لوكاس ميريام بولغارو جيمي فورليس بيا شوك                                 |
| 24 يونيو | بودابست، المجر ملعب ترابي W15 قرعة المباريات الفردية والزوجية                                               | فاندا لوكاش 6–3، 2–6، 6–3                               | شانتال شكاملوفا                          | إيبك أوز نيكا راديشيتش                | ليزا سابينو آنا هيرتل نيكولا بريشكوفا ساتسوكي تاكامورا                        |
| 24 يونيو | بودابست، المجر ملعب ترابي W15 قرعة المباريات الفردية والزوجية                                               | إيبك أوز ميليس سيزر 6–3، 4–6، [15–13]                   | كريستينا هربالوفا لورا سفاتيكوفا         | إيبك أوز نيكا راديشيتش                | ليزا سابينو آنا هيرتل نيكولا بريشكوفا ساتسوكي تاكامورا                        |
| 24 يونيو | جاكرتا، إندونيسيا ملعب صلب W15 قرعة المباريات الفردية والزوجية                                              | أريان هارتونو 6–2، 6–3                                  | ريفانتي كافيان                           | ميشيكا أوزيكي ألدلا سوتجادي           | جيسي رومبيس ما يكسين رامو أويدا ساكورا هوندو                                  |
| 24 يونيو | جاكرتا، إندونيسيا ملعب صلب W15 قرعة المباريات الفردية والزوجية                                              | أريان هارتونو ناديا رافيتا 2–6، 6–4، [11–9]             | لي بارنارد زاني بارنارد                  | ميشيكا أوزيكي ألدلا سوتجادي           | جيسي رومبيس ما يكسين رامو أويدا ساكورا هوندو                                  |
| 24 يونيو | كانكون، المكسيك ملعب صلب W15 قرعة المباريات الفردية والزوجية                                                | لاين سليث 6–2، 6–1                                      | تايزا غرانا بيدريتي                      | إيل كريستنسن رامونا ماتاروغا          | جيانا بيليت ماديسون ويستبي أليسا توبيا جيسيكا فايلة                           |
| 24 يونيو | كانكون، المكسيك ملعب صلب W15 قرعة المباريات الفردية والزوجية                                                | تيباني فيكه ليوليا جانجين 6–4، 6–4                      | هند عبد الواحد أليسا توبيا               | إيل كريستنسن رامونا ماتاروغا          | جيانا بيليت ماديسون ويستبي أليسا توبيا جيسيكا فايلة                           |
| 24 يونيو | ألكمار، هولندا ملعب ترابي W15 قرعة المباريات الفردية والزوجية                                               | سوزان لامنس 7–5، 6–2                                    | مارينا يودانوف                           | أناستاسيا بريبلوفا إيفا فيدر          | إميلي أربوثنوت أستريد وانجا بروني أولسن ليكسي ستيفنز ميلين هالمي              |
| 24 يونيو | ألكمار، هولندا ملعب ترابي W15 قرعة المباريات الفردية والزوجية                                               | إميلي أربوثنوت غابرييلا دا سيلفا فيك 6–4، 1–6، [10–8]   | إيفا فيدر ستيفاني فايشر                  | أناستاسيا بريبلوفا إيفا فيدر          | إميلي أربوثنوت أستريد وانجا بروني أولسن ليكسي ستيفنز ميلين هالمي              |
| 24 يونيو | مدريد، إسبانيا ملعب صلب W15 قرعة المباريات الفردية والزوجية                                                 | إيفون كافالي رايمرز 7–6(7–4)، 5–7، 7–6(7–3)             | إيوانا لوريدانا روسكا                    | شينغ كينوين جوليا تيرزيسكا            | ليديا مورينو أرياس ألبا ري غارسيا فلادا إكشيباروفا جاكلين كاباج أواد          |
| 24 يونيو | مدريد، إسبانيا ملعب صلب W15 قرعة المباريات الفردية والزوجية                                                 | جوستينا ميكولسكيت كريستينا روسكا 6–3، 6–7(8–10)، [10–8] | إيوانا لوريدانا روسكا جوليا تيرزيسكا     | شينغ كينوين جوليا تيرزيسكا            | ليديا مورينو أرياس ألبا ري غارسيا فلادا إكشيباروفا جاكلين كاباج أواد          |
| 24 يونيو | طبرقة، تونس ملعب ترابي W15 قرعة المباريات الفردية والزوجية                                                  | آنا توراتي 6–2، 6–1                                     | فاني أوستلوند                            | نوريا برانكاتشيو سلمى جوبري           | يانا موغيلنيتسكايا إيفون نويورث مارتينا كابورو تابوندا كونستانس سيبيل         |
| 24 يونيو | طبرقة، تونس ملعب ترابي W15 قرعة المباريات الفردية والزوجية                                                  | فاني أوستلوند ألكسندرا فيكتوروفيتش 6–3، 2–6، [10–8]     | مارتينا كابورو تابوندا آنا توراتي        | نوريا برانكاتشيو سلمى جوبري           | يانا موغيلنيتسكايا إيفون نويورث مارتينا كابورو تابوندا كونستانس سيبيل         |
| 24 يونيو | شريفبورت، الولايات المتحدة ملعب ترابي W15 قرعة المباريات الفردية والزوجية                                   | هسو تشيه يو 6–2، 6–3                                    | أليسيا باركس                             | ناستجا كولار جنيفر إيلي               | أليكسا غراهام سالومي ديفيدزي بيتون ستيرنز تشيلسي كيونغ                        |
| 24 يونيو | شريفبورت، الولايات المتحدة ملعب ترابي W15 قرعة المباريات الفردية والزوجية                                   | فلاديكا بابيتش هسو تشيه يو 6–2، 6–0                     | جنيفر إيلي ألكسندرا أوزبورن              | ناستجا كولار جنيفر إيلي               | أليكسا غراهام سالومي ديفيدزي بيتون ستيرنز تشيلسي كيونغ                        |

## الروابط الخارجية
- "10،600 لاعبة، 1135 حدثًا: جولة الاتحاد الدولي لكرة المضرب العالمية للسيدات لعام 2023 بالأرقام". الاتحاد الدولي لكرة المضرب. مؤرشف من الأصل في 2025-05-16. اطلع عليه بتاريخ 2024-01-02.
- "أجندة جولة الاتحاد الدولي لكرة المضرب العالمية للسيدات". الاتحاد الدولي لكرة المضرب. مؤرشف من الأصل في 2024-10-07. اطلع عليه بتاريخ 2024-01-02.
- الاتحاد الدولي لكرة المضرب